# Astereae
Die Astereae sind eine Tribus aus der Unterfamilie Asteroideae innerhalb der Pflanzenfamilie der Korbblütler (Asteraceae). Sie besitzt eine fast weltweite Verbreitung.

## Beschreibung

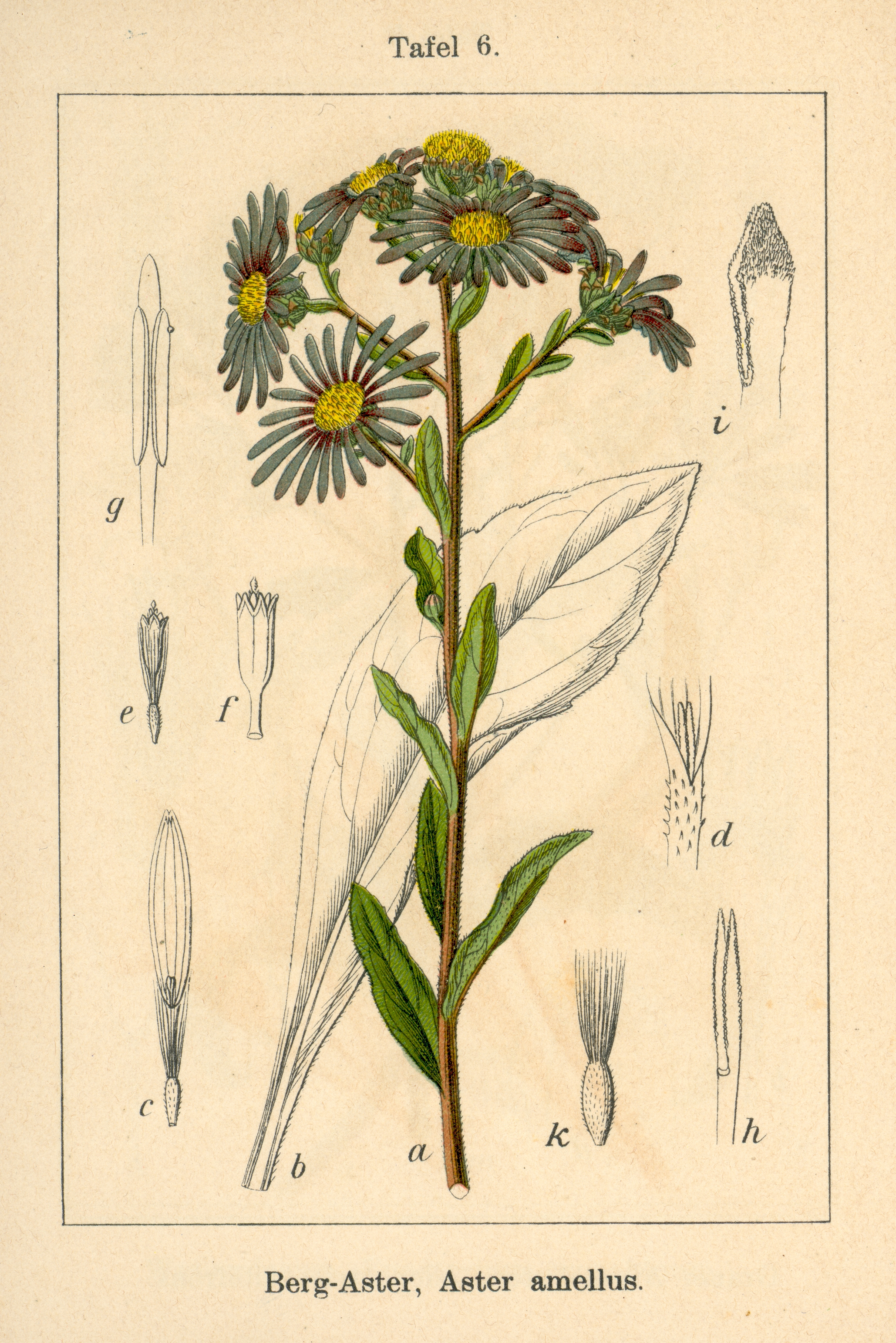
Illustration der Berg-Aster (Aster amellus)

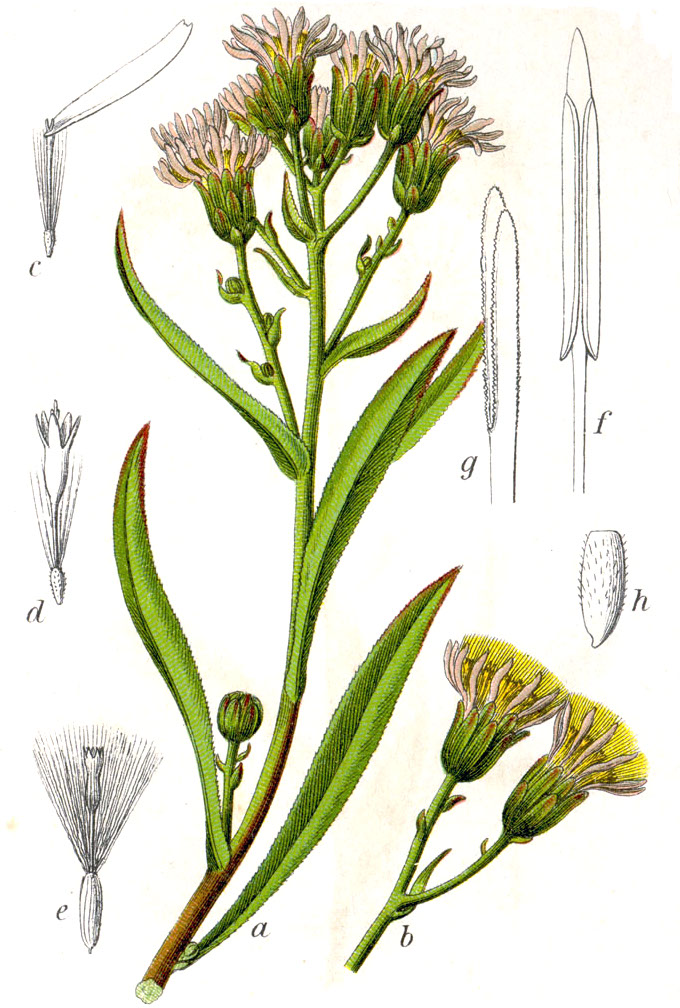
Illustration der Strand-Aster (Tripolium pannonicum, Syn.: Aster tripolium)

### Erscheinungsbild und Laubblätter
Es sind meist ausdauernde, manchmal auch ein- oder zweijährige, krautige Pflanzen, selten Halbsträucher, Sträucher oder Bäume. Manche Arten sind Xerophyten. Sie bilden oft Rhizome als Überdauerungsorgane aus.
Oft stehen die Laubblätter manchmal in grundständigen Rosetten (Grundblätter) und/oder meist wechselständig, selten gegenständig oder wirtelig am Stängel verteilt (Stängelblätter) angeordnet. Die Laubblätter sind meist gestielt oder selten ungestielt. Die Blattspreiten sind einfach oder fiederteilig. Die Blattränder können glatt oder gezähnt sein. Besonders bei xerophytischen Arten sind die Spreiten drüsig punktiert. Es sind keine Nebenblätter vorhanden.

### Blütenstände und Blüten
Die körbchenförmigen Teilblütenstände stehen selten einzeln, meist zu mehreren bis vielen in meist schirmtraubigen, selten in traubigen, ährigen, rispigen Gesamtblütenständen zusammen. Die Blütenkörbchen sind Pseudanthien, wirken also blütenökologisch wie „Blumen“. Bei Baccharis sind die Blütenkörbe scheibenförmig und homogam: alle Blüten sind zwittrig. Bei allen anderen Gattungen dieser Tribus sind die Blütenstände diskus- oder strahlenförmig und heterogam: sie enthalten zwittrige und funktional eingeschlechtige Blüten. Die meist spiralig oder manchmal in drei bis fünf oder mehr Reihen stehenden, freien, haltbaren oder früh abfallenden Hüllblätter sind ungleich, krautig, papierartig bis trockenhäutig oder besitzen trockenhäutige Ränder und/oder Spitzen. Manchmal stehen die Hüllblätter in ein oder zwei Reihen und sind nur wenig ungleich, krautig mit kaum bis deutlich trockenhäutigen Rändern und/oder Spitzen. Die meist flachen bis konischen, manchmal konkaven Körbchenböden besitzen meist keine Spreublätter. Nur bei Eastwoodia und Rigiopappus sind Spreublätter vorhanden.
Die Blütenkörbe enthalten einen einreihigen (gelegentlich zwei- bis mehrreihigen) Kranz aus Zungenblüten (auch Strahlenblüten genannt) oder besitzen keine Zungenblüten und immer Röhrenblüten (auch Scheibenblüten genannt). Die Zungenblüten sind meist funktional männlich, selten funktional weiblich oder steril. Das Farbspektrum der Kronblätter der Zungenblüten umfasst weiß, rosa, rot, blau und lila oder oft gelb. Beispielsweise bei einigen Conyza-Arten sind die Zungen stark reduziert. Die Röhrenblüten sind meist zwittrig und fertil, selten beispielsweise bei Benitoa funktional männlich. Das Farbspektrum der Kronblätter der Röhrenblüten umfasst weiß, rosa, rot, blau und lila oder oft gelb. Die Röhrenblüten sind immer radiärsymmetrisch mit meist fünf, selten vier Kronzähnen. Die Staubbeutel besitzen eine stumpfe oder gerundete, nicht geschwänzte Basis und an ihrem oberen Ende meist dreieckige bis lineale Anhängsel; selten fehlen Anhängsel. Die Griffel mit zwei linealen Griffelästen sind auf der Unterseite kahl und glatt oder papillös und die Oberseite besitzt zwei Linien mit Narbengewebe von ihrer Basis bis zu ihrer Spitze oder auch auf den Anhängseln; die Anhängsel sind meist deltaförmig bis lanzettlich.

### Früchte
Die Achänen eines Blütenkorbes können alle gleich sein (monomorph) oder es gibt zwei verschiedene Typen (Heterokarpie, dimorph). Die Achänen sind mehr oder weniger säulenförmig bis prismatisch und fünfrippig oder manchmal abgeflacht und zweirippig; manchmal sind sie geschnäbelt. Die Oberfläche der Achänen ist glatt, stachelig oder runzelig und kahl oder behaart, dann oft mit Drüsenhaaren. Es ist meist ein haltbarer Pappus vorhanden, die aus selten einer, meist zwei bis drei oder mehr Reihen von meist bärtigen Borsten, selten aus Schuppen, die manchmal begrannt sind, bestehen; sehr selten sind es sowohl Schuppen als auch Borsten oder Grannen. Die Ausbreitungseinheiten (Diasporen) sind die Achänen mit ihrem Pappus.

## Systematik und Verbreitung
Die Tribus Astereae besitzt eine fast weltweite Verbreitung. Sie gedeihen hauptsächlich in den gemäßigten Breiten. In Nordamerika gibt es etwa 77 Gattungen mit etwa 719 Arten.
Die Tribus Astereae wurde 1819 durch Alexandre Henri Gabriel de Cassini in Journal de Physique, de Chimie, d'Histoire Naturelle et des Arts, 88, S. 195 aufgestellt. Der Name der Typusgattung Aster L. leitet sich vom lateinischen Wort astrum für Stern, Gestirn ab und bezieht sich auf die strahlenförmige Anordnung der Strahlen- beziehungsweise Zungenblüten im Blütenkorb. Die Tribus Astereae wurde besonders in den Arbeiten von K. Bremer 1994, G. L. Nesom 1994, 2000 und Richard D. Noyes & Loren H. Rieseberg 1999 neu geordnet.

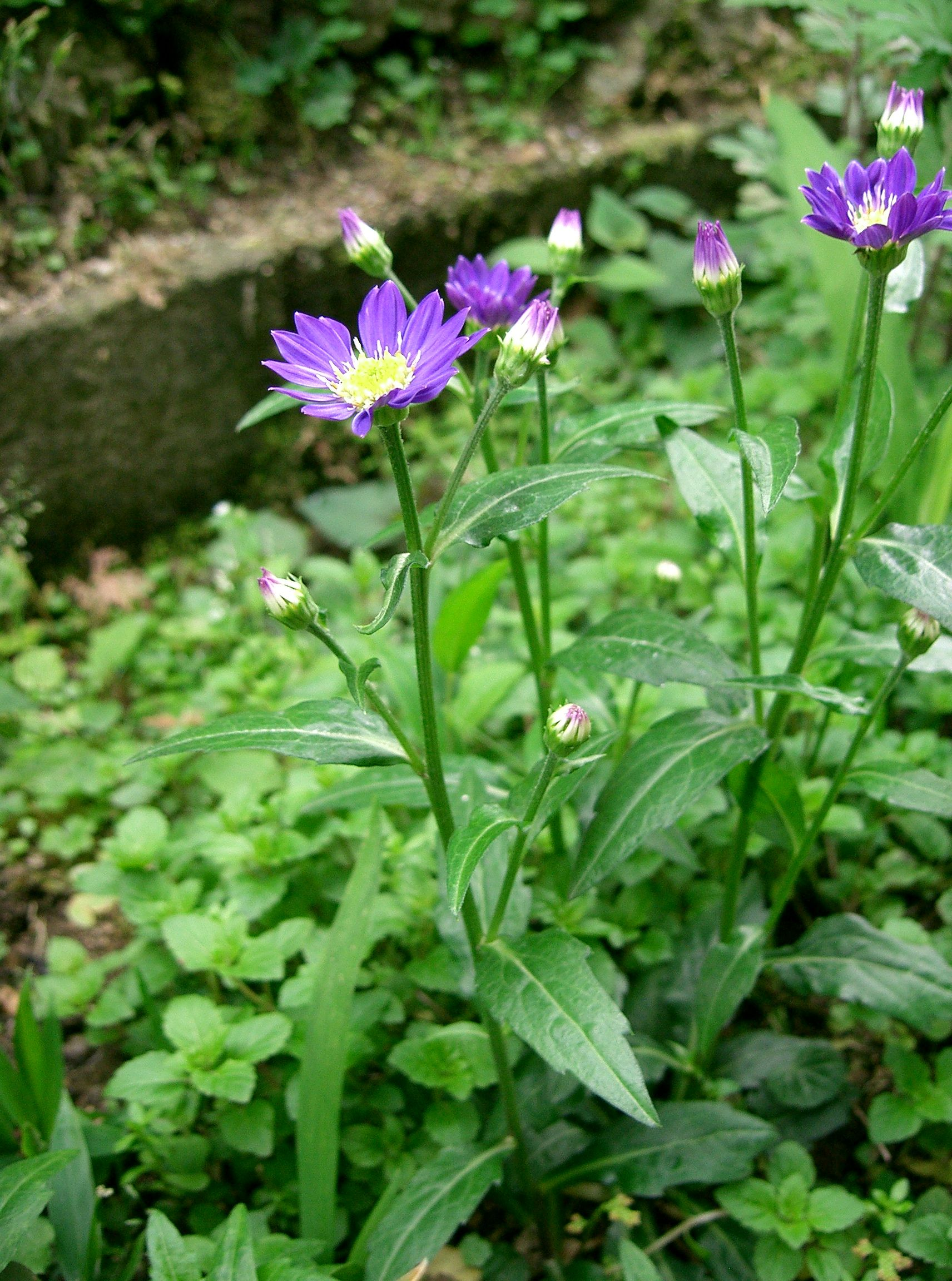
Subtribus Asterinae: Aster savatieri, Syn.: Gymnaster savatieri

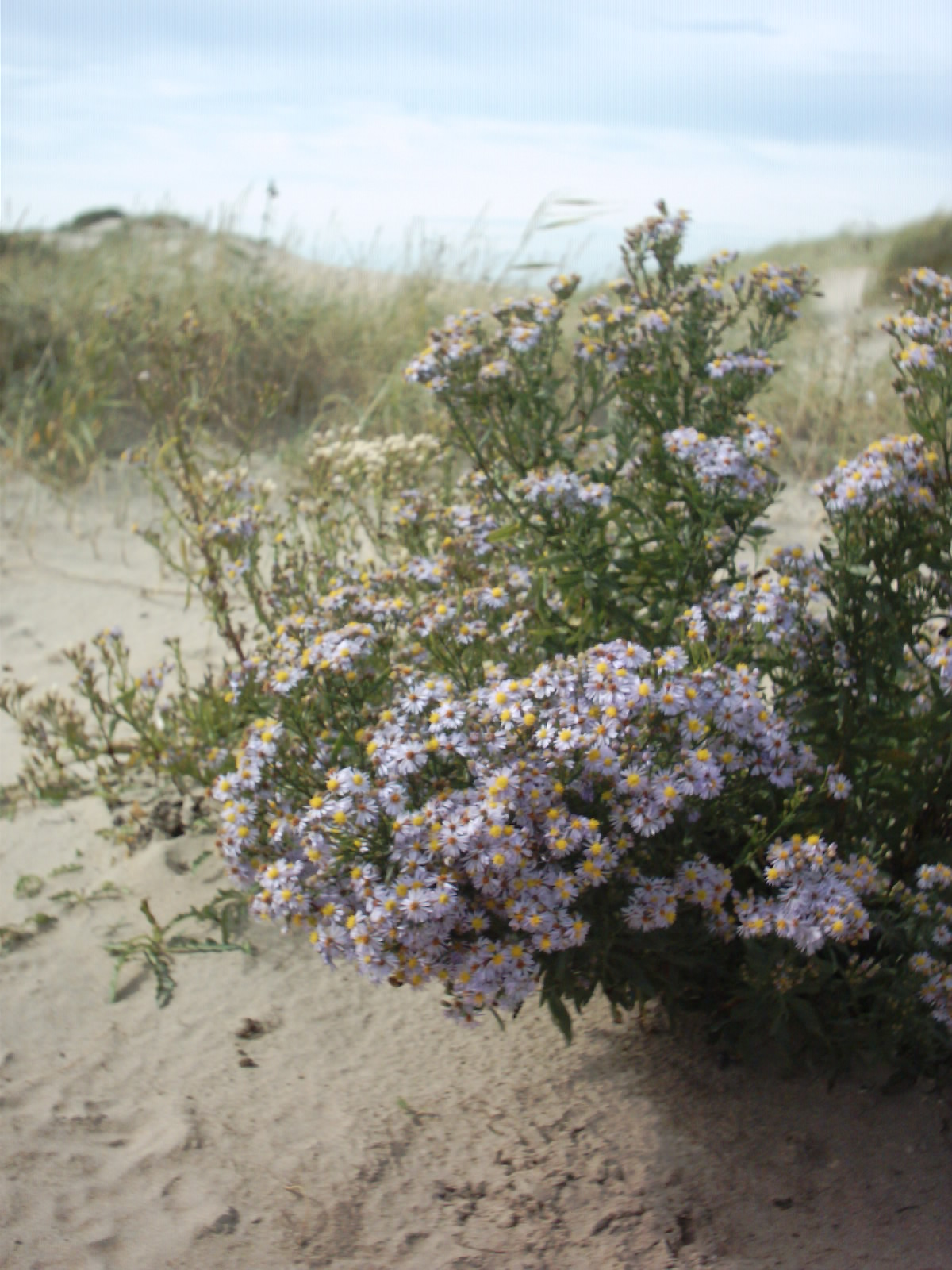
Subtribus Asterinae: Strand-Aster (Tripolium pannonicum, Syn.: Aster tripolium)

Die Tribus Astereae ist die zweitgrößte Tribus der Asteraceae und wird in 18 Subtribus gegliedert mit 170 bis über 200 Gattungen und etwa 3000 Arten.:
- Subtribus Asterinae (Cass.) Dumort. (Syn.: Subtribus Heterochrominae Benth.): Sie enthält etwa 13 Gattungen. Die Gattung Aster s l. hat 250 bis 1000 enthalten. Morphologische Untersuchungen haben im letzten Jahrhundert schon es schon gezeigt, aber molekulargenetische Daten zeigen noch verstärkt, dass diese polyphyletische Verwandtschaftsgruppe in viele Gattungen aufgeteilt werden muss:[5]
  - Arctogeron DC.: Sie enthält nur eine Art:
    - Arctogeron gramineum DC.: Sie kommt in Sibirien vor.

  - Astern (Aster L.): Die etwa 150 Arten sind hauptsächlich in Eurasien verbreitet, eine Art kommt im arktischen und westlichen Nordamerika vor.[5]
  - Asterothamnus Novopokr.: Die etwa sieben Arten sind in Eurasien verbreitet.
  - Callistephus Cass.: Sie enthält nur eine Art:
    - Callistephus chinensis (L.) Nees: Sie ist in China beheimatet; Sorten werden in den gesamten gemäßigten Breiten als Zierpflanze kultiviert.

  - Crinitaria Cass.: Die etwa 13 Arten sind in Eurasien verbreitet.
  - Galatella Cass.: Die etwa 30 Arten sind in Europa, Russland, Iran und Indien bis ins westliche China verbreitet, beispielsweise:
    - Galatella cretica Gand.
    - Gold-Aster (Galatella linosyris (L.) Rchb.f.)
    - Ödland-Aster (Galatella sedifolia (L.) Greuter)

  - Heteropappus Less.: Die etwa 20 Arten sind in Zentral- und Ostasien verbreitet.
  - Kalimeris (Cass.) Cass. (Syn.: Calimeris Nees orth. var., Asteromoea Blume, Hisutsua DC.; früher eine Untergattung in Aster): Die acht bis zehn Arten sind im östlichen Asien verbreitet.[5] Eine Art wird auch angebaut.
  - Kemulariella Tamamschyan: Die etwa sechs Arten sind im Kaukasusraum verbreitet.
  - Miyamayomena Kitam.: Die etwa fünf Arten sind in Japan verbreitet.
  - Psychrogeton Boiss.: Die etwa 20 Arten sind in Zentralasien, westlichen China verbreitet.
  - Rhinactinidia Novopokr.: Die nur vier Arten sind in Zentralasien verbreitet.
  - Tripolium Nees: Sie enthält nur eine Art:
    - Strand-Aster (Tripolium pannonicum (Jacq.) Dobrocz.): Dieser Halophyt ist ursprünglich in Eurasien und Nordafrika verbreitet und in vielen Ländern ein Neophyt.

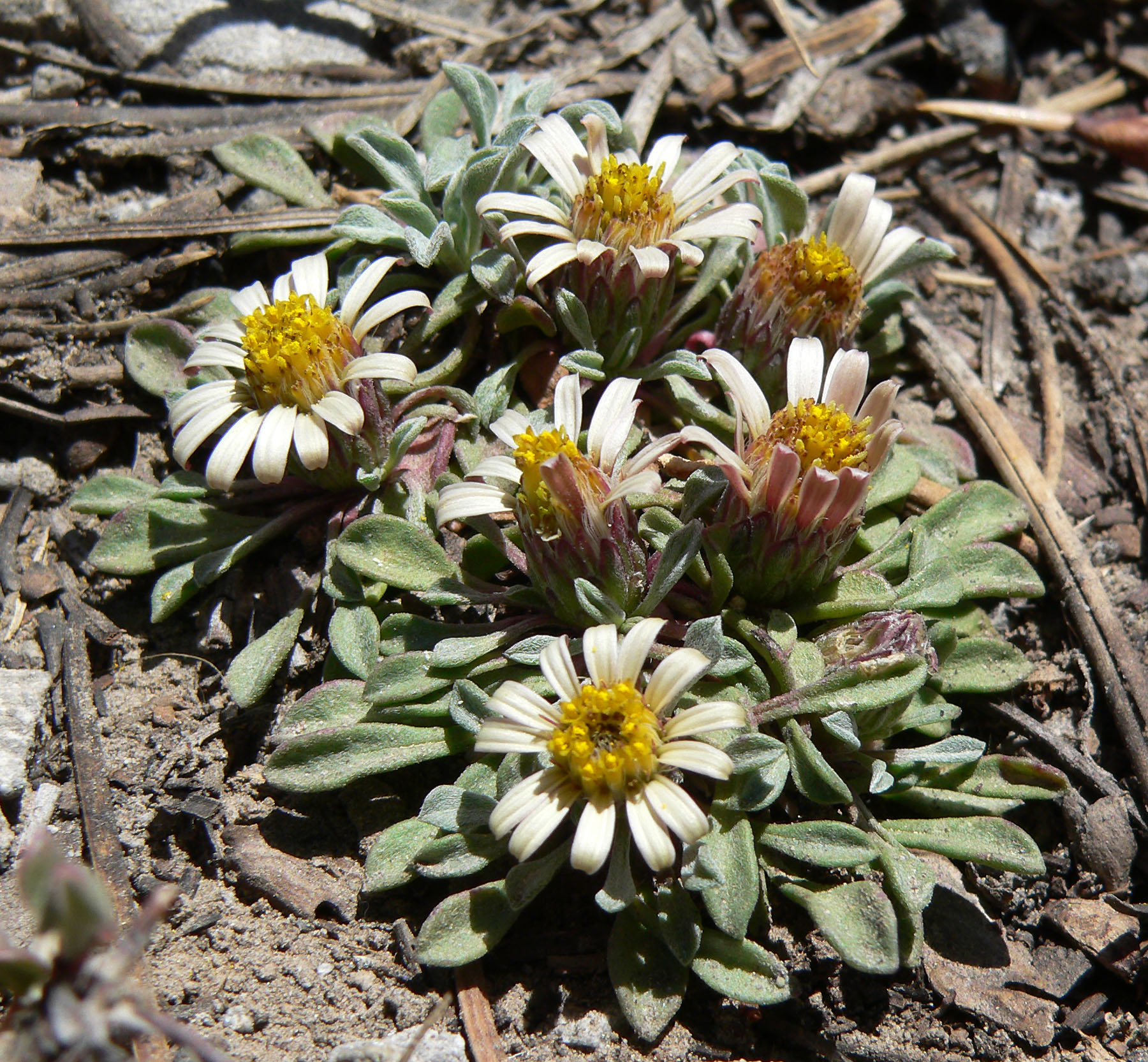
Subtribus Astranthiinae: Habitus von Townsendia jonesii

- Subtribus Astranthiinae G.L.Nesom: Sie enthält nur vier Gattungen mit etwa 40 Arten:
  - Astranthium Nutt.: Die etwa elf Arten sind von den südlichen USA bis Mexiko verbreitet.
  - Dichaetophora A.Gray: Sie enthält nur eine Art:
    - Dichaetophora campestris A.Gray: Sie kommt von Texas bis nordöstliche Mexiko vor.

  - Geissolepis B.L.Rob.: Sie enthält nur eine Art:
    - Geissolepis suaedifolia B.L.Rob.: Sie kommt im zentralen Mexiko vor.

  - Townsendia Hook.: Die etwa 26 Arten sind vom westlichen Nordamerika bis Mexiko verbreitet.

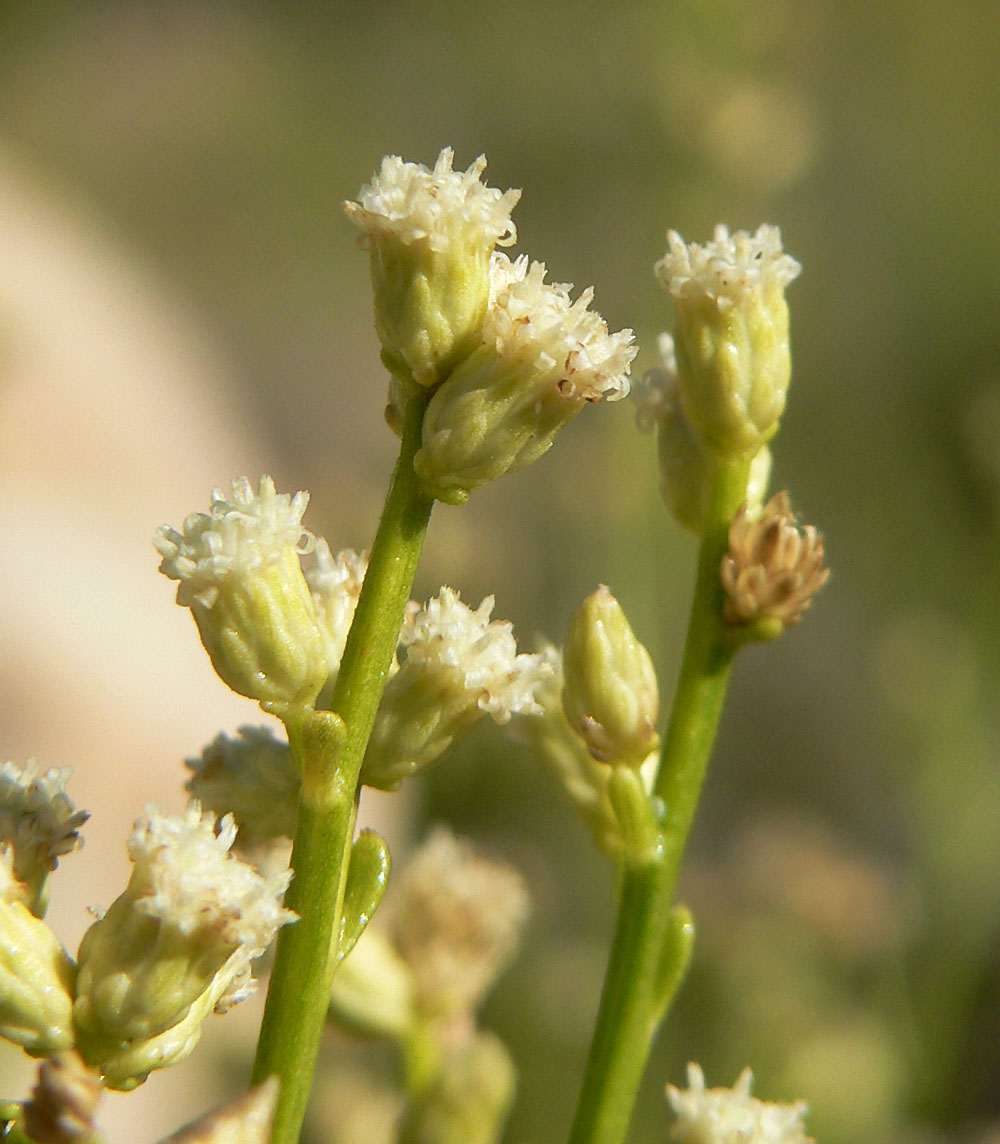
Subtribus Baccharidinae: Blütenkörbe von Baccharis sergiloides

- Subtribus Baccharidinae Less. (Syn.: Unterfamilie Baccharidoideae Burmeist., Tribus Heterothalaminae Endl.): Sie enthält nur drei Gattungen mit etwa 400 Arten:
  - Archibaccharis Heering (Syn.: Hemibaccharis S.F.Blake): Mit etwa 32 Arten: hauptsächlich in Mexiko und Zentralamerika, nur eine oder zwei Arten in Südamerika.
  - Baccharis L. (Syn.: Molina Ruiz & Pav., Sergilus Gaertn., Tursenia Cass., Pingraea Cass., Baccharidastrum Cabrera, Baccharidiopsis G.M.Barroso, Neomolina Hellwig nom. illegit. non Honda & Sakis.): Die etwa 360 Arten sind hauptsächlich in der Neotropis und nordwärts bis in die zentralen und küstennahen USA verbreitet.
  - Heterothalamus Less.: Die nur zwei Arten sind im südlichen Brasilien und Uruguay verbreitet.
- Subtribus Bellidinae Willk. (Syn.: Tribus Bellideae Cass. ex D.Don., Tribus Bellieae DC. ex Godr.): Sie enthält nur zwei Gattungen mit nur etwa zwölf Arten:
  - Gänseblümchen (Bellis L.): Die etwa acht Arten sind in Europa, Nordafrika, Vorderasien und auf den Azoren beheimatet und sind in vielen Ländern außerhalb Europas invasive Pflanzen.
  - Bellium L.: Die nur fünf Arten sind in Südeuropa verbreitet:[6]
    - Bellium artrutxense P.Fraga & Rosselló: Sie ist ein Endemit von Menorca und wurde 2007 erstbeschrieben.[6]
    - Echtes Zwerggänseblümchen (Bellium bellidioides L.)
    - Bellium crassifolium Moris: Dieser Endemit kommt nur auf Sardinien vor.[6]
    - Bellium minutum (L.) L.
    - Bellium nivale Req.: Dieser Endemit kommt nur auf Korsika vor.[6]
- Subtribus Boltoniinae G.L.Nesom: Sie enthält nur drei Gattungen mit nur sieben Arten:
  - Batopilasia G.L.Nesom & Noyes: Sie enthält nur eine Art:
    - Batopilasia byei (S.D.Sundb. & G.L.Nesom) G.L.Nesom & Noyes: Sie kommt im nordwestlichen Mexiko vor.

  - Boltonia L.Hér.: Die etwa fünf Arten sind im östlichen Nordamerika verbreitet.
  - Chloracantha G.L.Nesom, Y.B.Suh, D.R.Morgan, S.D.Sundb. & B.B.Simpson: Sie enthält nur eine Art:
    - Chloracantha spinosa (Benth.) G.L.Nesom: Sie kommt in den südwestlichen USA (östlich bis Louisiana) und südlich über Mexiko bis Panama vor.

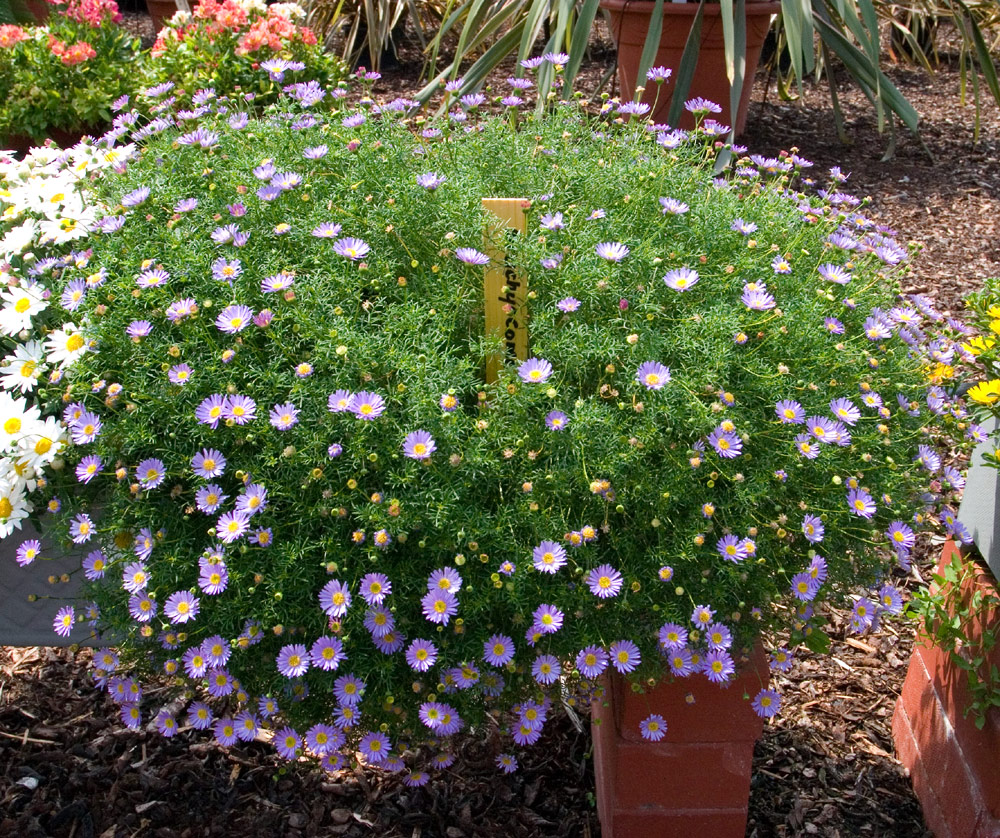
Subtribus Brachyscominae: Blaues Gänseblümchen (Brachyscome iberidifolia)

- Subtribus Brachyscominae G.L.Nesom: Sie enthält etwa sieben Gattungen:
  - Allittia P.S.Short: Aus Brachyscome ausgegliedert: Die etwa zwei Arten kommen nur im südöstlichen Australien und Tasmanien vor.
  - Brachyscome Cass. (Syn.: Brachycome Cass.): Die etwa 70 Arten sind in Australien, Neuguinea, Neuseeland und Neukaledonien verbreitet. Einige Sorten werden als Zierpflanzen genutzt, darunter:
    - Blaues Gänseblümchen (Brachyscome iberidifolia Benth.)

  - Calotis R.Br.: Die 28 bis 30 Arten kommen hauptsächlich in Australien vor.
  - Ceratogyne Turcz.: Sie enthält nur eine Art:
    - Ceratogyne obionoides Turcz.: Sie kommt nur im südöstlichen Australien vor.

  - Hullsia P.S.Short: Sie wurde aus Brachyscome ausgegliedert und enthält nur eine Art:
    - Hullsia argillicola P.S.Short: Sie kommt im nördlichen Australien vor.

  - Pembertonia P.S.Short (Syn.: Brachyscome sect. Heteropholis F.Muell.): Sie enthält nur eine Art:
    - Pembertonia latisquamata (F.Muell.) P.S.Short: Sie kommt im westlichen Australien vor.

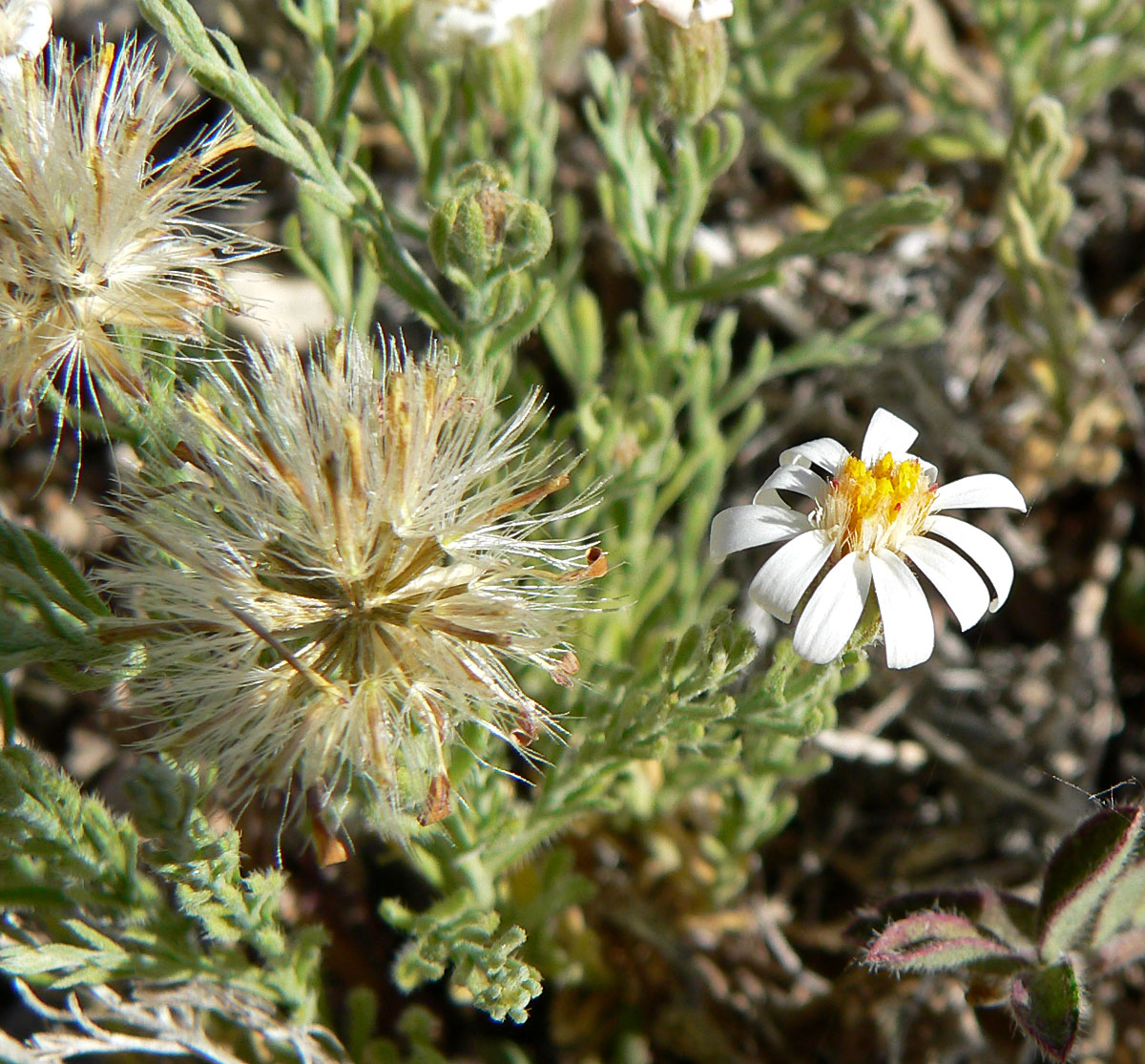
Subtribus Chaetopappinae: Blütenkorb und Fruchtstände von Chaetopappa ericoides

- Subtribus Chaetopappinae G.L.Nesom: Sie enthält nur zwei Gattungen mit etwa 13 Arten:
  - Chaetopappa DC. (Syn.: Distasis DC.): Die etwa elf Arten sind von den südlichen USA bis ins nordöstlichen Mexiko verbreitet.
  - Monoptilon Torr. & A.Gray ex A.Gray (Syn.: Eremiastrum A.Gray): Die nur zwei Arten sind von den südwestlichen USA bis ins nordwestliche Mexiko verbreitet.

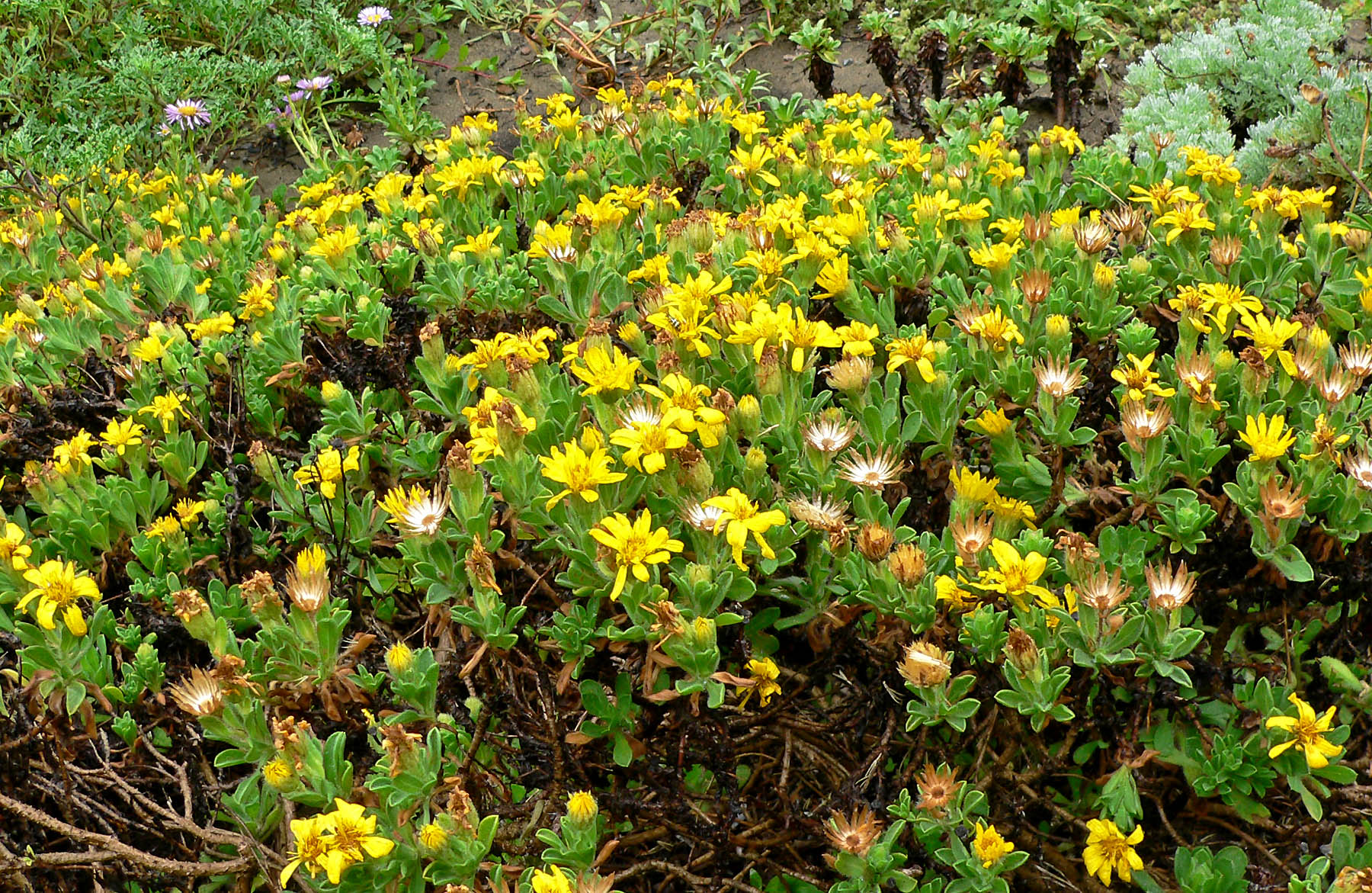
Subtribus Chrysopsidinae: Habitus, Laubblätter und Blütenkörbe von Heterotheca sessiliflora subsp. bolanderi

- Subtribus Chrysopsidinae G.L.Nesom: Sie enthält etwa sieben Gattungen mit etwa 70 Arten:
  - Chrysopsis (Nutt.) Elliott (Syn.: Diplopappus Cass., Inula L. sect. Chrysopsis Nutt.): Die etwa elf Arten kommen an der Südküste der USA vor.
  - Croptilon Raf. (Syn.: Isopappus Torr. & A.Gray): Die nur drei Arten sind von den südöstlichen USA bis ins nordöstlichen Mexiko verbreitet.
  - Heterotheca Cass.: Die etwa 25 bis 30 Arten sind von Kanada über die USA bis  Mexiko weitverbreitet.
  - Noticastrum DC. (Syn.: Aplopappus (Haplopappus) sect. Leucopsis DC., Leucopsis (DC.) Baker): Die etwa 19 Arten sind in den Anden und im südlichen Südamerika verbreitet.
  - Osbertia Greene: Die nur drei Arten sind von Mexiko bis Guatemala verbreitet.
  - Pityopsis Nutt.: Die etwa sieben Arten sind hauptsächlich in den südöstlichen USA und eine Art von Mexiko bis Zentralamerika verbreitet.
  - Tomentaurum G.L.Nesom: Sie enthält nur eine Art:
    - Tomentaurum niveum (S.Wats.) G.L.Nesom: Sie kommt im nordwestlichen Mexiko vor.
- Subtribus Conyzinae Horan. (Syn.: Tribus Erigeroneae Gren. & Godr.): Sie enthält acht Gattungen mit etwa 500 Arten:
  - Aphanostephus DC.: Die nur vier Arten sind von den südlichen USA bis Mexiko verbreitet.
  - Apopyros G.L.Nesom: Die nur zwei Arten sind in Brasilien, Paraguay und Argentinien verbreitet.
  - Conyza Less. (Syn.: Conyzella Fabric., Leptilon Raf.): Die etwa 60 bis 100 Arten sind hauptsächlich in den Tropen und Subtropen verbreitet; einige Arten sind pantropisch Neophyten.
  - Darwiniothamnus Harling: Die nur zwei Arten kommen nur auf Galapagos vor.
  - Erigeron L. (Syn.: Trimorpha Cass., Polyactis Less., Achaetogeron A.Gray, Astradelphus Remy, Wyomingia A.Nelson): Die etwa 400 Arten sind von Nord- bis Südamerika, auf den Karibischen Inseln, Galapagos und in Eurasien weitverbreitet.
  - Hysterionica Willd.: Die nur etwa sieben Arten sind im südöstlichen Südamerika verbreitet.
  - Leptostelma D.Don: Die nur etwa fünf Arten sind im südöstlichen Südamerika verbreitet.
  - Neja D.Don: Die etwa sechs Arten sind im südöstlichen Südamerika und auf Kuba verbreitet.

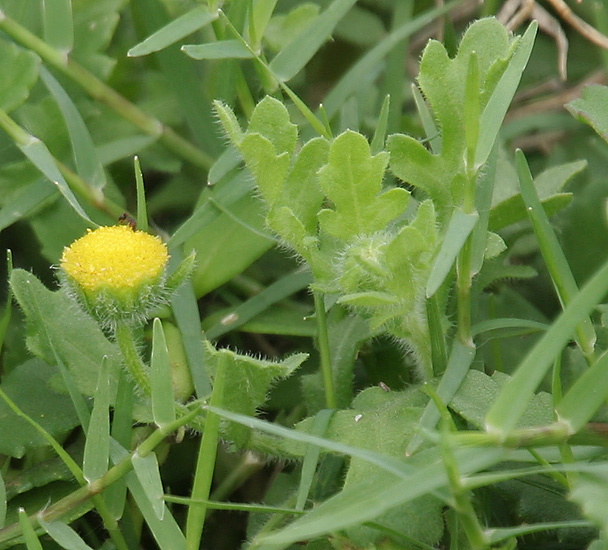
Subtribus Grangeinae: Habitus, Laubblätter und Blütenkörbe ohne Zungenblüten von Grangea maderaspatana

- Subtribus Grangeinae Benth.: Sie enthält etwa 15 Gattungen:
  - Akeassia J.‑P.Lebrun & Stork: Sie enthält nur eine Art:
    - Akeassia grangeoides J.‑P.Lebrun & Stork: Sie kommt im westlichen Afrika und im Kongo vor.

  - Ceruana Forssk.: Sie enthält nur eine Art:
    - Ceruana pratensis Forssk.: Sie kommt im nördlichen und westlichen Afrika vor.

  - Colobanthera Humbert: Sie enthält nur eine Art:
    - Colobanthera waterlotii Humbert: Sie kommt in Madagaskar vor.

  - Cyathocline Cass.: Die nur drei Arten im tropischen Asien verbreitet.
  - Dacryotrichia Wild: Sie enthält nur eine Art:
    - Dacryotrichia robinsonii Wild: Sie kommt in Sambia vor.

  - Dichrocephala L Hér. ex DC.: Die etwa zehn Arten sind in Afrika, Madagaskar, Indonesien, tropischen und südwestlichen Asien weitverbreitet.
  - Egletes Cass.: Die etwa acht Arten sind von der Neotropis bis in die südwestlichen USA (südliches Texas) verbreitet.
  - Erodiophyllum F.Muell.: Die nur zwei Arten sind in Australien verbreitet.
  - Grangea Adans.: Die etwa zehn Arten sind in Afrika, Madagaskar und tropischen Asien weitverbreitet.
  - Grangeopsis Humbert: Sie enthält nur eine Art:
    - Grangeopsis perrieri Humbert: Sie kommt in Madagaskar vor.

  - Grauanthus Fayed: Die nur zwei Arten sind im tropischen Afrika verbreitet.
  - Gyrodoma Wild: Sie enthält nur eine Art:
    - Gyrodoma hispida (Vatke) Wild: Sie kommt in Mosambik vor.

  - Heteromma Benth.: Die nur drei Arten kommen in der Capensis vor.
  - Mtonia Beentje: Sie enthält nur eine Art:
    - Mtonia glandulifera Beentje: Sie ist im östlichen Afrika verbreitet.

  - Nidorella Cass.: Die etwa 15 Arten sind im tropischen und südlichen Afrika verbreitet.
  - Plagiocheilus Arn. ex DC. (Syn.: Polygyne Phil.): Die etwa sieben Arten sind in Südamerika verbreitet.

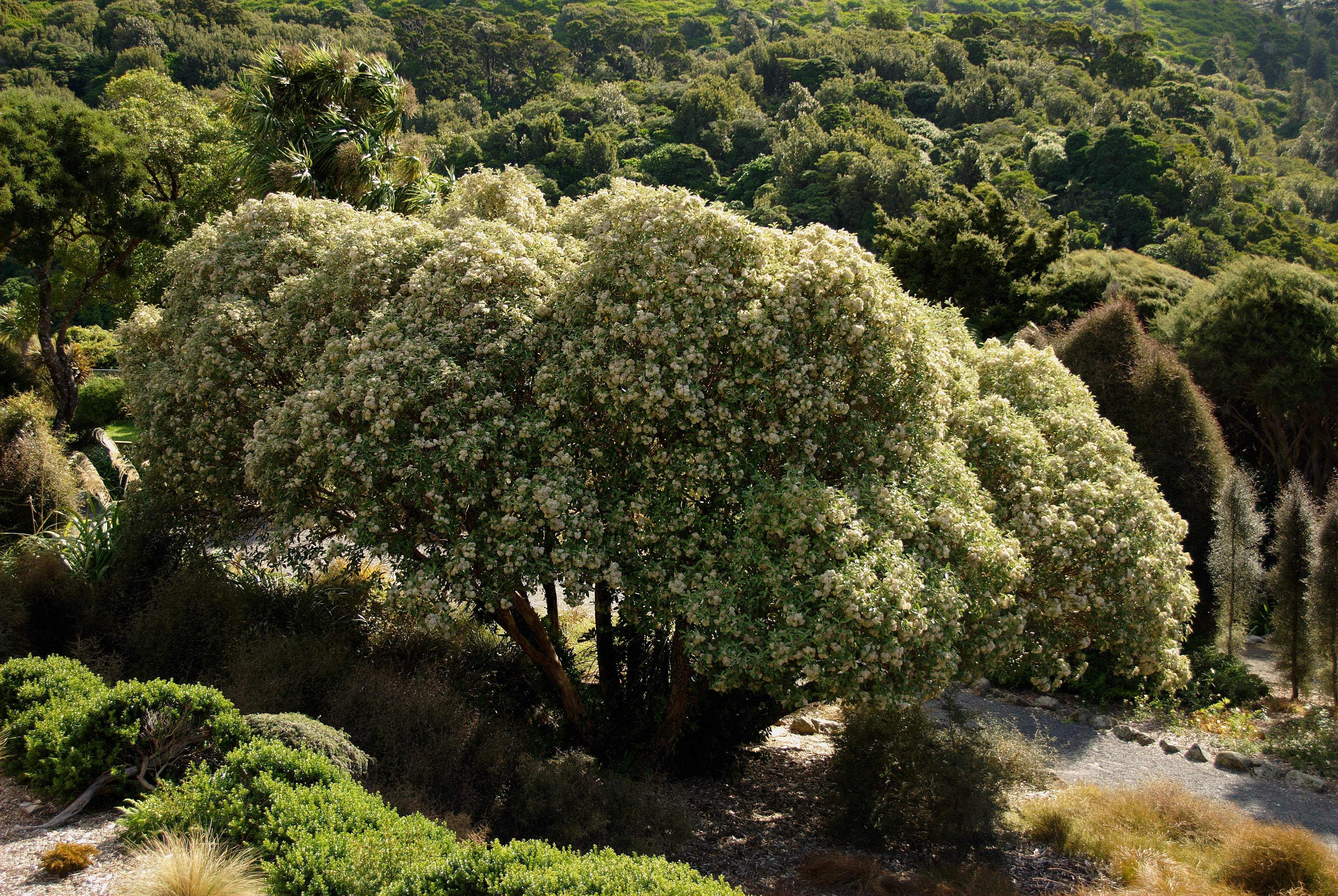
Subtribus Hinterhuberinae: Habitus von Olearia lyalli

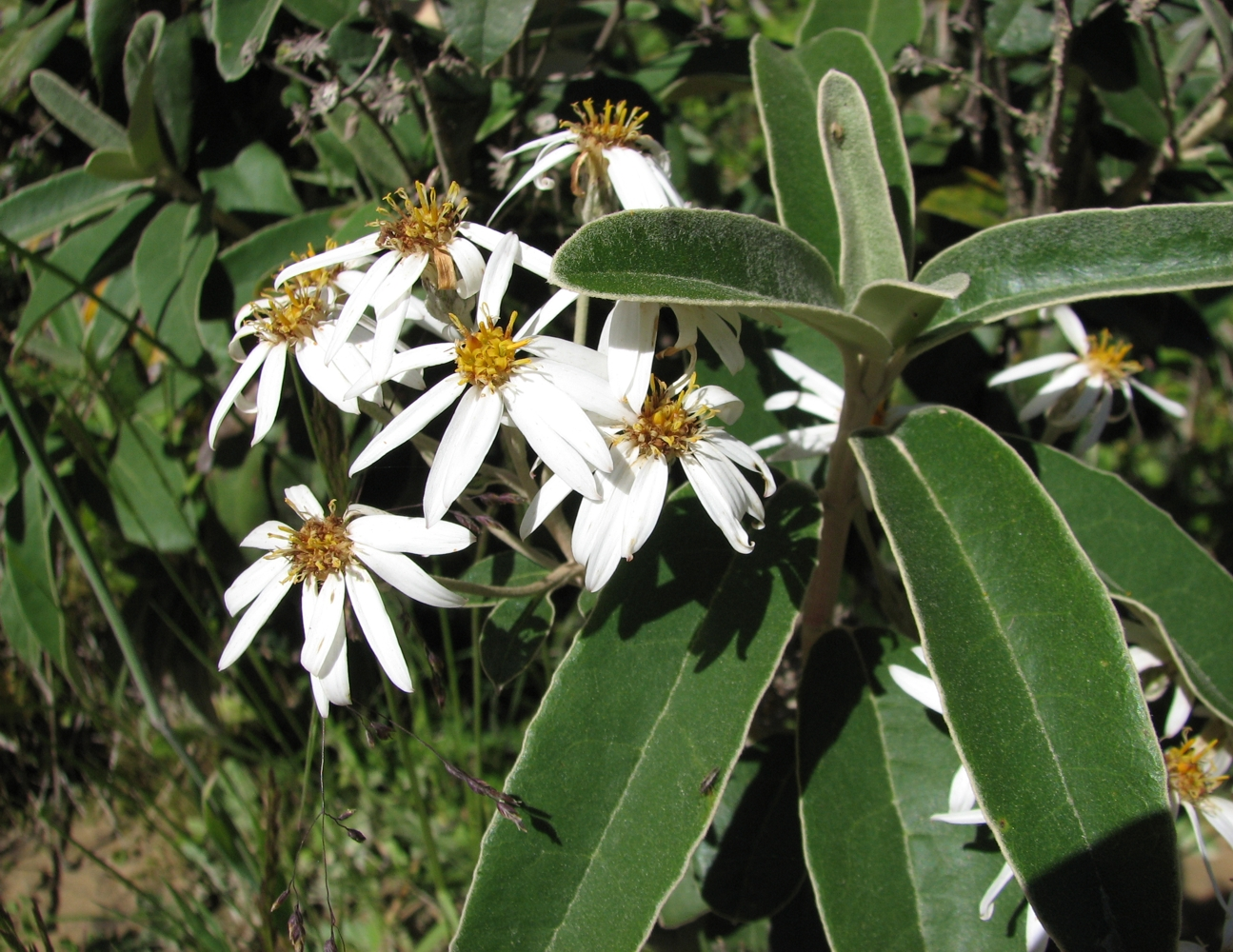
Subtribus Hinterhuberinae: Olearia megalophylla

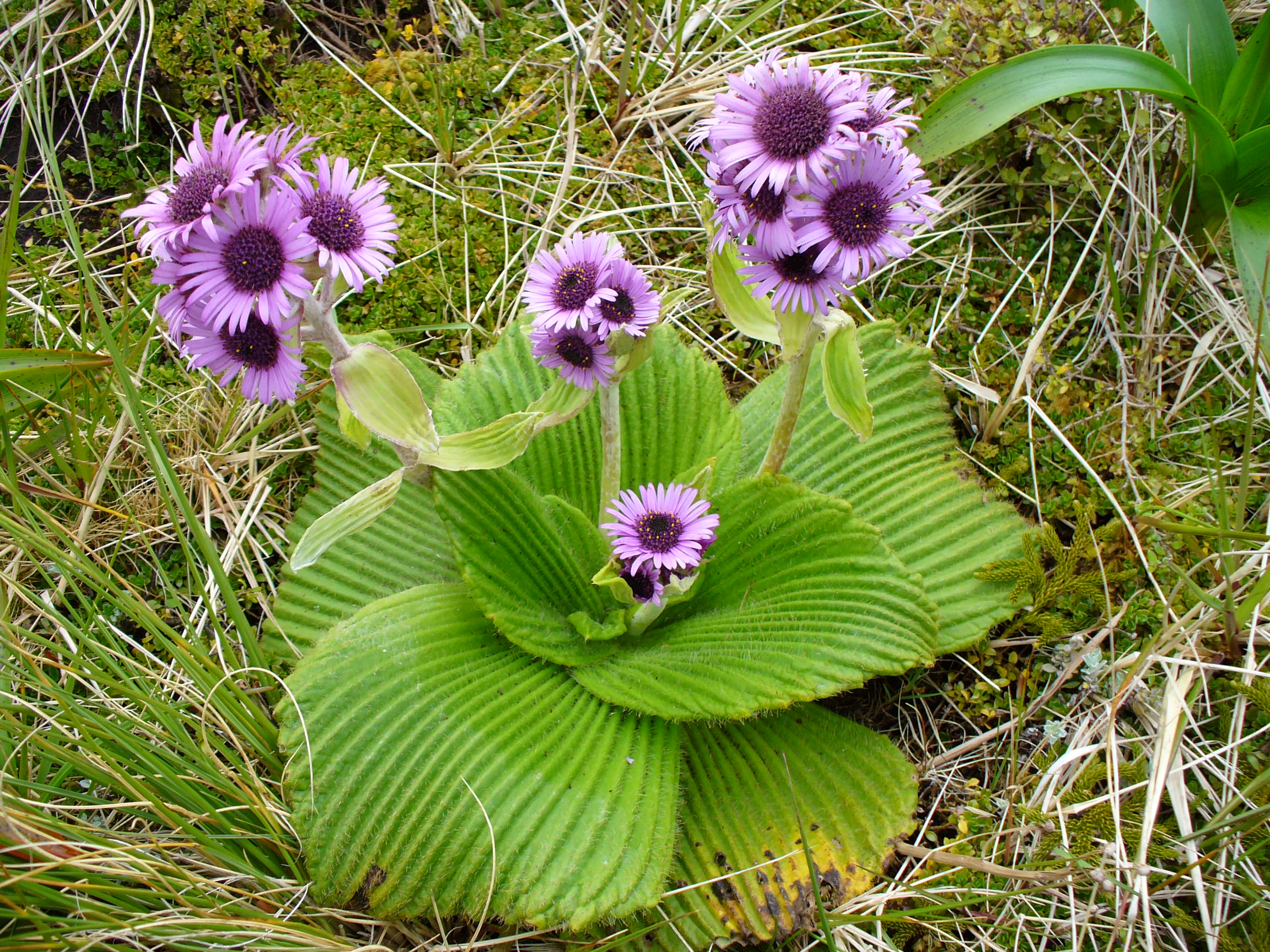
Subtribus Hinterhuberinae: Habitus, grundständige Laubblätter und Gesamtblütenstände mit wenigen Blütenkörben von Pleurophyllum speciosum

- Subtribus Hinterhuberinae Cuatrec.: Sie enthält etwa 32 Gattungen:
  - Achnophora F.Muell.: Sie enthält nur eine Art:
    - Achnophora tatei F.Muell.: Sie kommt in Australien, Kangaroo Island vor.

  - Aylacophora Cabrera: Sie enthält nur eine Art:
    - Aylacophora deserticola Cabrera: Sie kommt im zentralen Argentinien vor.

  - Aztecaster G.L.Nesom: Die nur zwei Arten sind in Mexiko verbreitet.
  - Blakiella Cuatrec.: Sie enthält nur eine Art:
    - Blakiella bartsiifolia (S.F.Blake) Cuatrec.: Sie kommt in Kolumbien und Venezuela.

  - Celmisia Cass.: Die etwa 60 Arten sind in Neuseeland und Australien verbreitet.
    - Celmisia spectabilis Hook.f.: Sie kommt nur in Neuseeland vor.

  - Chiliophyllum Phil.: Die etwa drei Arten sind in Argentinien und Chile verbreitet.
  - Chiliotrichiopsis Cabrera: Mit etwa drei Arten in Argentinien und Peru.
  - Chiliotrichum Cass.: Die nur zwei Arten sind in Argentinien und Chile verbreitet.
  - Damnamenia D.R.Given: Sie enthält nur eine Art:
    - Damnamenia vernicosa (Hook.f.) D.R.Given: Sie kommt in Neuseeland vor.

  - Diplostephium Kunth: Die über 70 Arten sind in Costa Rica und in den Anden bis Bolivien verbreitet.
  - Floscaldasia Cuatrec.: Mit nur zwei Arten in Kolumbien und Ecuador.
  - Flosmutisia Cuatrec.: Sie enthält nur eine Art:
    - Flosmutisia paramicola Cuatrec.: Sie kommt im kolumbianischen Páramo vor.

  - Guynesomia Bonifacino & Sancho: Sie enthält nur eine Art:
    - Guynesomia scoparia (Phil.) Bonifacino & Sancho: Sie kommt in Chile vor.

  - Hinterhubera Sch. Bip. ex Wedd.: Die etwa acht Arten kommen in Kolumbien und Venezuela vor.
  - Laestadia Kunth ex Less.: Die etwa sechs Arten kommen in Costa Rica, auf Hispaniola, in den Anden bis Bolivien in größeren Höhenlagen vor.
  - Lepidophyllum Cass.: Sie enthält nur eine Art:
    - Lepidophyllum cupressiforme (Lam.) Cass.: Sie kommt nur in Patagonien vor.

  - Llerasia Triana: Die etwa zehn Arten gedeihen von den kolumbianischen bis zu den bolivianischen Anden.
  - Madagaster G.L.Nesom: Die etwa fünf Arten kommen auf Madagaskar vor.
  - Mairia Nees: Die etwa drei Arten kommen in der Capensis vor.
  - Nardophyllum (Hook. & Arn.) Hook. & Arn.: Die etwa sechs Arten gedeihen in den südlichen Anden.
  - Novenia S.E.Freire: Sie enthält nur eine Art:
    - Novenia acaulis (Wedd. ex Benth. in Benth. & Hook.f.) S.E.Freire & F.Hellw.: Sie kommt in den Anden vom nördlichen Argentinien bis ins südliche Peru vor.

  - Olearia Moench (Syn.: Steetzia Sonder): Die etwa 130 bis 180 Arten sind in Australien, Neuseeland und Neuguinea verbreitet.
  - Oritrophium (Kunth) Cuatrec. (Syn.: Aster L. sect. Oritrophium Kunth): Die etwa 21 Arten sind hauptsächlich in den Anden von Venezuela bis Bolivien verbreitet und zwei Arten kommen in Mexiko vor.
  - Pachystegia Cheeseman: Sie enthält nur eine Art:
    - Pachystegia insignis Cheeseman: Sie kommt in Neuseeland vor.

  - Pacifigeron G.L.Nesom: Sie enthält nur eine Art:
    - Pacifigeron rapensis (F.Br.) G.L.Nesom: Sie kommt in Polynesien, Rapa Island vor.

  - Paleaepappus Cabrera: Sie enthält nur eine Art:
    - Paleaepappus patagonicus Cabrera: Sie kommt nur in Patagonien vor.

  - Parastrephia Nutt.: Die etwa drei Arten sind in Argentinien, Chile, Bolivien und Peru verbreitet.
  - Pleurophyllum Hook.: Die etwa drei Arten kommen in Neuseeland und den subantarktischen Inseln südlich von Neuseeland vor.
  - Printzia Cass.: Die etwa sechs Arten kommen in der Capensis vor.
  - Pteronia L.: Die etwa 80 Arten kommen vom südlichen und südwestlichen Afrika bis Sambia vor.
  - Remya W.Hillebrand ex Benth.: Die etwa drei Arten kommen nur auf Hawaii vor.
  - Rochonia DC.: Die etwa vier Arten kommen auf Madagaskar vor.
  - Westoniella Cuatrec.: Die etwa sechs Arten kommen in Costa Rica und Panama vor.

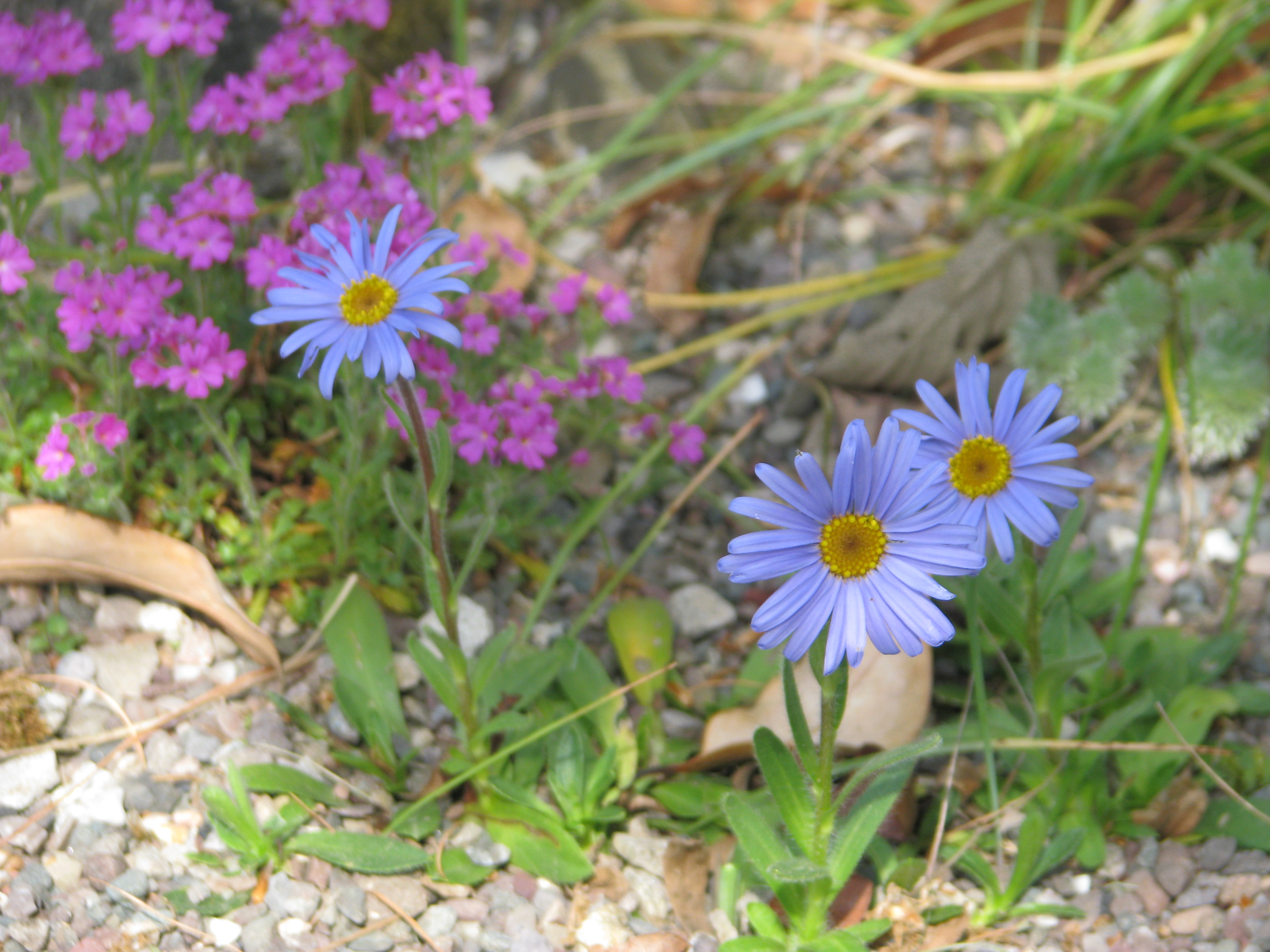
Subtribus Homochrominae: Felicia rosulata

- Subtribus Homochrominae Benth. (einschließlich Subtribus Feliciinae G.L.Nesom): Sie enthält etwa 13 Gattungen:
  - Amellus L.: Die etwa zwölf Arten kommen im südlichen Afrika vor.
  - Chamaegeron Schrenk: Die etwa vier Arten sind in Zentralasien, Iran, Afghanistan und Pakistan verbreitet.
  - Chrysocoma L.: Die etwa 20 Arten kommen im südlichen Afrika vor.
  - Engleria O.Hoffm.: Die nur zwei Arten in Angola und Namibia.
  - Kapastern (Felicia Cass., Syn.: Detris Adans., Agathaea Cass., Charieis Cass.):  Die etwa 80 bis 85 Arten sind in Afrika und der Arabischen Halbinsel verbreitet.
  - Gymnostephium Less. (Syn.: Heteractis DC.): Mit etwa acht Arten in der Capensis.
  - Jeffreya Wild: Sie enthält nur eine Art:
    - Jeffreya palustris (O.Hoffm.) Wild: Sie kommt in Tansania vor.

  - Lachnophyllum Bunge: Mit nur zwei Arten in Zentralasien.
  - Nolletia Cass.: Mit etwa zehn Arten in Afrika und einer Art in Spanien.
  - Poecilolepis J.Grau: Die nur zwei Arten in der Capensis.
  - Polyarrhena Cass.: Die etwa vier Arten koomen nur in der Capensis.
  - Roodebergia B.Nord.: Sie enthält nur eine Art:
    - Roodebergia kitamurana B.Nord.: Sie kommt in der Capensis vor.

  - Zyrphelis Cass. (Syn.: Homochroma DC.): Mit etwa zehn Arten in der Capensis.

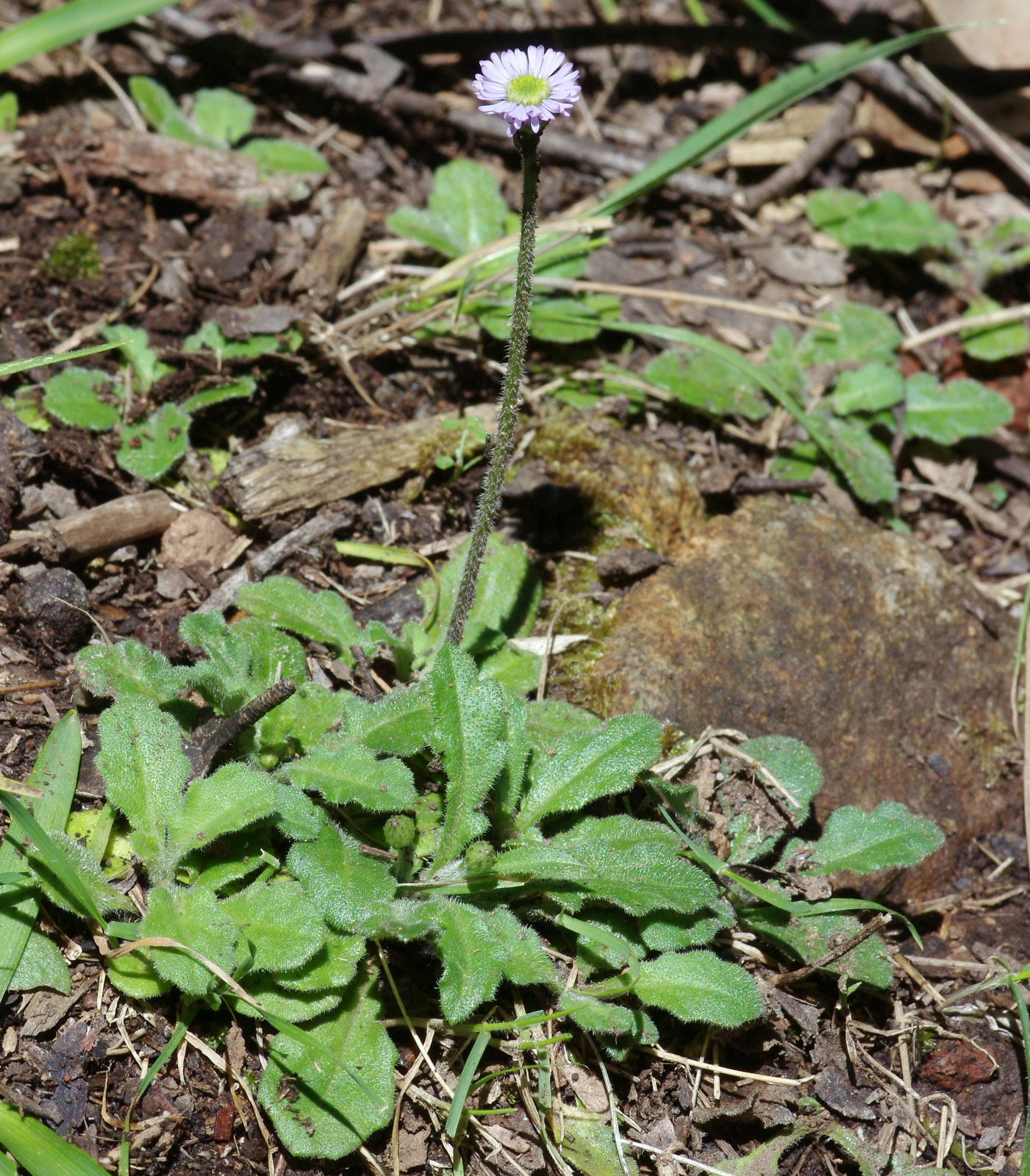
Subtribus Lagenophorinae: Lagenophora stipitata

- Subtribus Lagenophorinae G.L.Nesom.: Sie enthält 13 Gattungen mit etwa 40 Arten.
  - Keysseria Lauterb.: Mit zwölf Arten in Indonesien und Hawaii.
  - Lagenophora Cass. (Syn.: Lagenifera Cass., orth. var. rej.): Mit etwa 14 Arten in Südostasien, Australasien, den Pazifischen Inseln, Zentral- und Südamerika.
  - Lagenocypsela Swenson & K.Bremer: Mit nur zwei Arten in Neuguinea.
  - Myriactis Less.: Mit nur zwei Arten in der Neotropis, im östlichen Asien, Indonesien und den Philippinen.
  - Novaguinea D.J.N.Hind: Sie enthält nur eine Art:
    - Novaguinea rudalliae D.J.N.Hind: Sie kommt in Neuguinea vor.

  - Pappochroma Raf. (Syn.: Lagenithrix G.L.Nesom, Lagenopappus G.L.Nesom): Die etwa neun Arten sind in Australien verbreitet.
  - Piora J.T.Kost.: Sie enthält nur eine Art:
    - Piora ericoides J.T.Kost.: Sie kommt in Neuguinea vor.

  - Pytinicarpa G.L.Nesom: Mit nur zwei Arten in Neukaledonien und Fidschi.
  - Rhamphogyne S.Moore: Mit nur zwei Arten auf der Insel Rodrigues und in Neuguinea.
  - Rhynchospermum Reinw.: Sie enthält wohl nur eine Art:
    - Rhynchospermum verticillatum Reinw.: Sie kommt im östlichen und südöstlichen Asien vor.

  - Sheareria S.Moore: Mit nur zwei Arten in China.
  - Solenogyne Cass.: Mit nur drei Arten in Australien und Tasmanien.
  - Thespis DC.: Mit nur drei Arten in Südostasien.

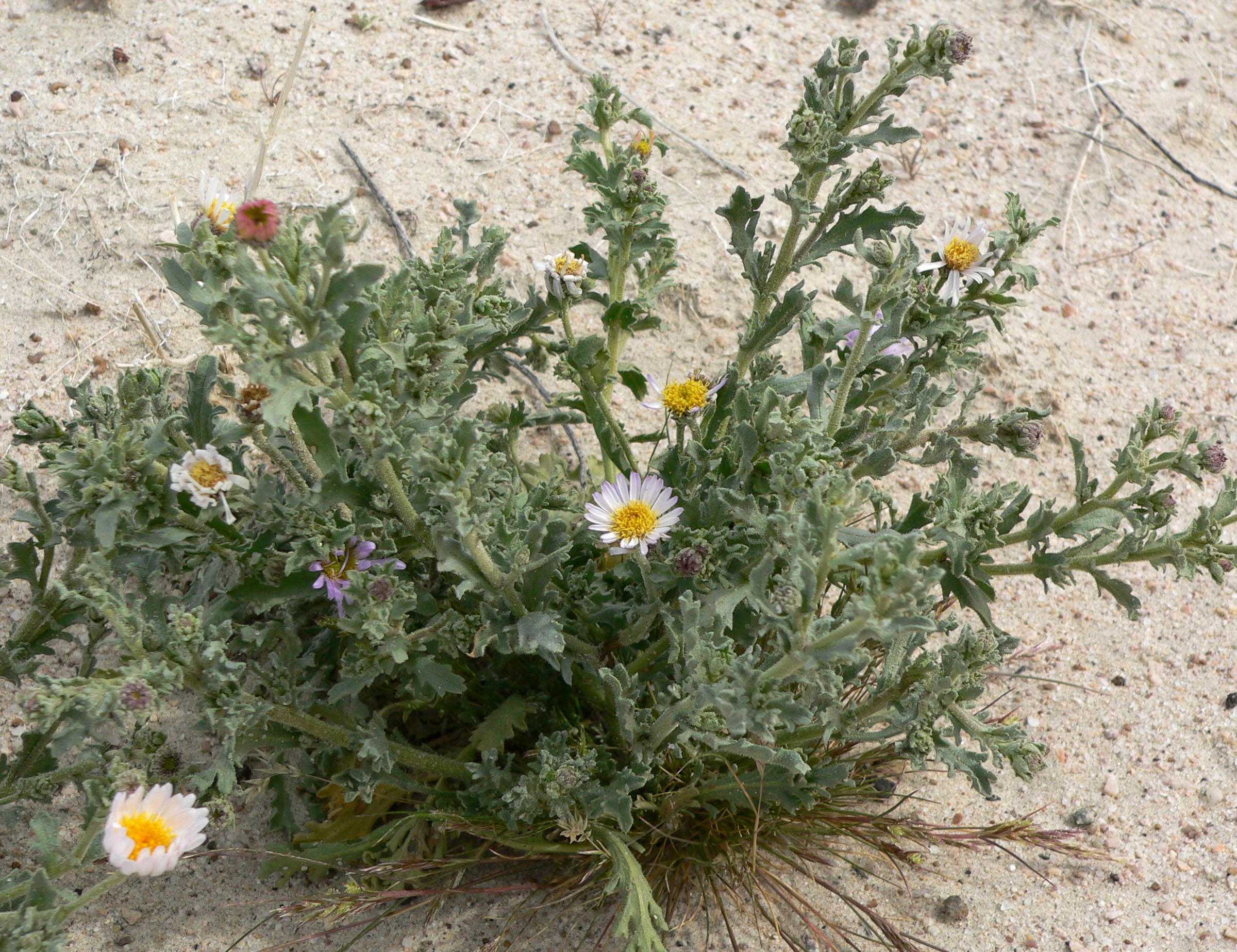
Subtribus Machaerantherinae: Habitus, Laubblätter und einzeln auf Blütenstandsschäften stehende Blütenkörbe von Arida arizonica

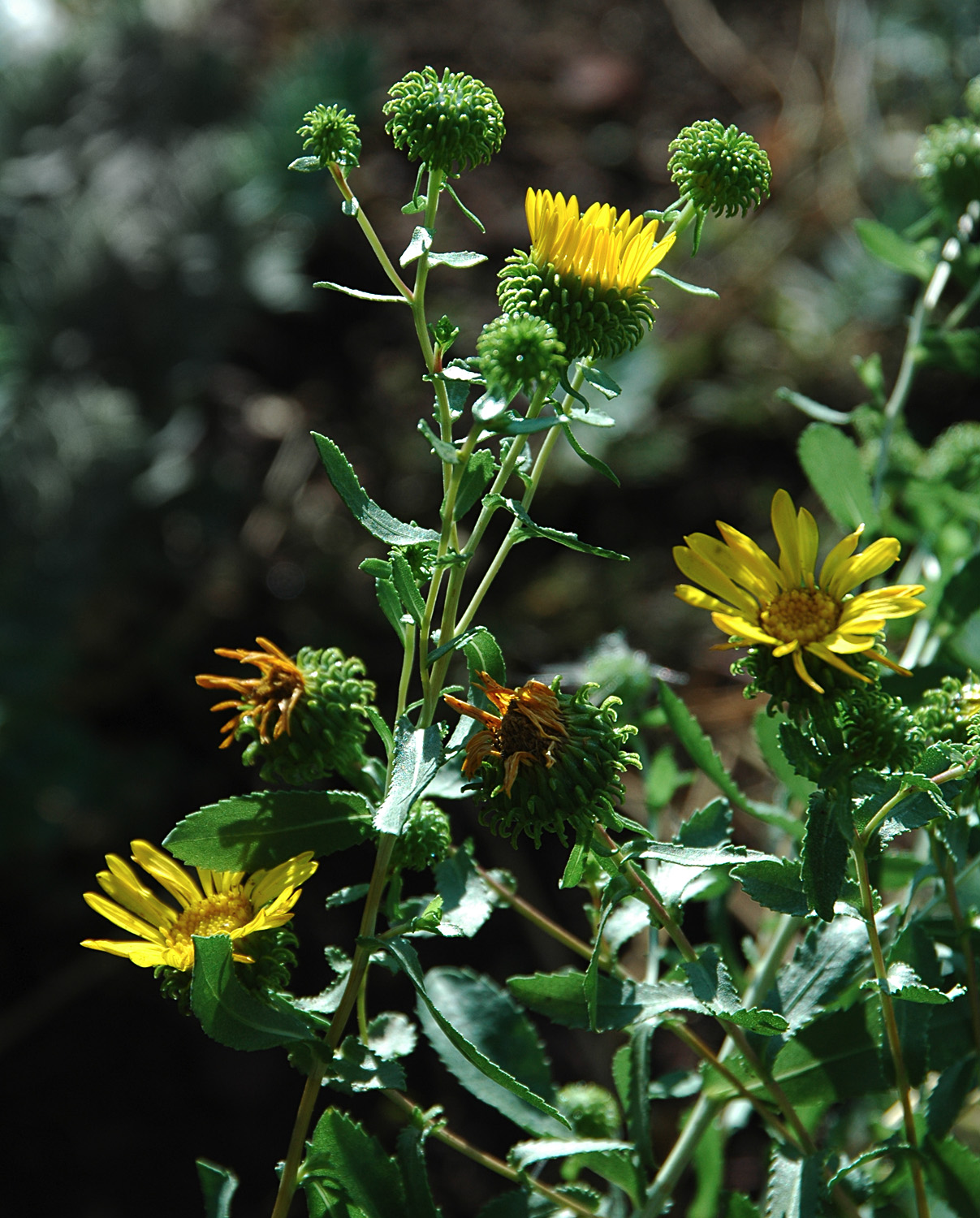
Subtribus Machaerantherinae: Grindelia squarrosa

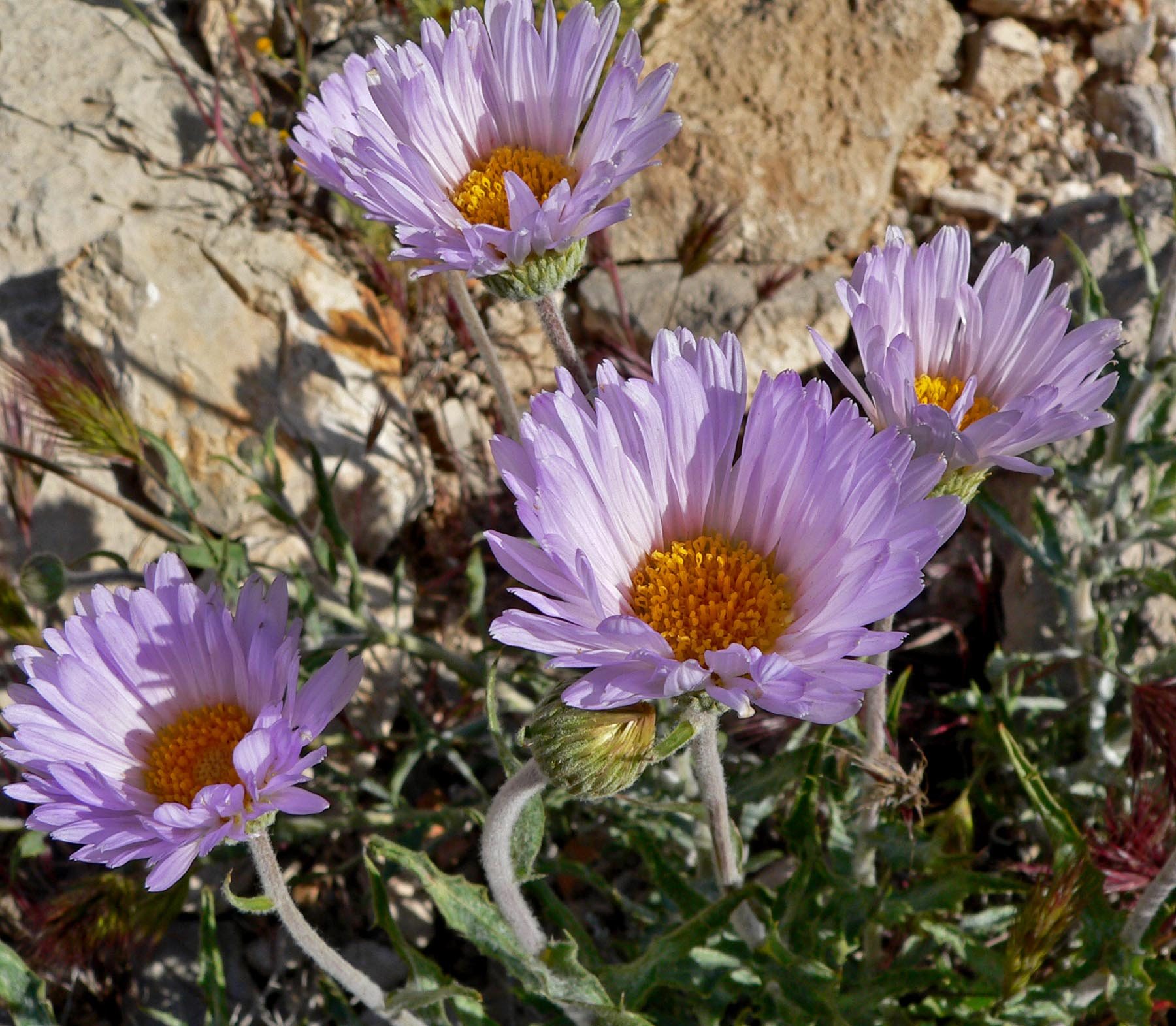
Subtribus Machaerantherinae: Einzeln stehende Blütenkörbe von Xylorhiza tortifolia mit mehreren Reihen von bläulichen Zungenblüten und dunkelgelben Röhrenblüten

- Subtribus Machaerantherinae G.L.Nesom: Sie enthält etwa 19 Gattungen:
  - Arida (R.L.Hartm.) D.R.Morgan & R.L.Hartm. (Syn.: Machaeranthera Nees sect. Arida R.L.Hartm.): mit etwa neun Arten in den westlichen USA und im nördlichen Mexiko.
  - Benitoa D.D.Keck: Sie enthält nur eine Art:
    - Benitoa occidentalis (H.M.Hall) D.D.Keck: Sie kommt in Kalifornien vor.

  - Corethrogyne DC.: Sie enthält nur eine Art:
    - Corethrogyne californica DC.: Von den nordwestlichen USA (Oregon) bis zum nördlichen Baja California.

  - Dieteria Nutt. (Syn.: Machaeranthera Nees subg. Dieteria (Nutt.) Greene): Mit nur drei Arten in den westlichen USA und in Mexiko.
  - Grindelia Willd. (Syn.: Prionopsis Nutt.): Mit etwa 70 Arten in den USA, Mexiko und den südlichen Anden. Unter anderem mit:
    - Grindelia squarrosa (Pursh) Dunal: Sie kommt in den USA vor.

  - Haplopappus Cass.: Mit etwa 70 Arten im südlichen Südamerika.
  - Hazardia Greene: Mit etwa 13 Arten in den westlichen USA und im westlichen Mexiko.
  - Herrickia Wooton & Standley (Syn.: Eurybia (Cass.) S.F.Gray sect. Herrickia (Wooton & Standley) G.L.Nesom): Mit vier Arten in den südwestlichen USA.
  - Isocoma Nutt.: Mit etwa 16 Arten in Mexiko und in den südwestlichen USA.
  - Lessingia Cham.: Mit sieben bis zehn Arten in den südwestlichen USA und im nördlichen Baja California.
  - Machaeranthera Nees (Syn.: Hesperastrum A.Gray): Mit nur zwei Arten in den westlichen USA und in Mexiko.
  - Olivaea Sch. Bip. ex Benth. (Syn.: Oligonema S.Wats., nom. illegit. non Oligonema Rostaf., Golionema S.Wats.): Mit nur zwei Arten im südwestlichen Mexiko.
  - Oonopsis (Nutt.) Greene (Syn.: Stenotus Nutt. sect. Oonopsis Nutt.): Mit vier oder fünf in den zentralen USA.
  - Pyrrocoma Hook. (Syn.: Homopappus Nutt.): Mit etwa 14 Arten in den westlichen USA und im westlichen Kanada.
  - Rayjacksonia R.L.Hartm. & M.A.Lane: Mit drei Arten in den zentralen und südwestlichen USA und im nordöstlichen Mexiko.
  - Stephanodoria Greene: Sie enthält nur eine Art:
    - Stephanodoria tomentella (B.L.Rob.) Greene: Beheimatet im zentralen Mexiko.

  - Xanthisma DC. (Syn.: Eriocarpum Nutt., Sideranthus Nutt. ex Nees, Machaeranthera Nees subg. Sideranthus (Nutt. ex Nees) R.L.Hartman): Mit etwa 17 Arten: westlichen USA und im nördlichen Mexiko.
  - Xanthocephalum Willd.: Mit sechs Arten: westliche USA und Mexiko.
  - Xylorhiza Nutt.: Mit acht Arten: westliche USA und Mexiko.

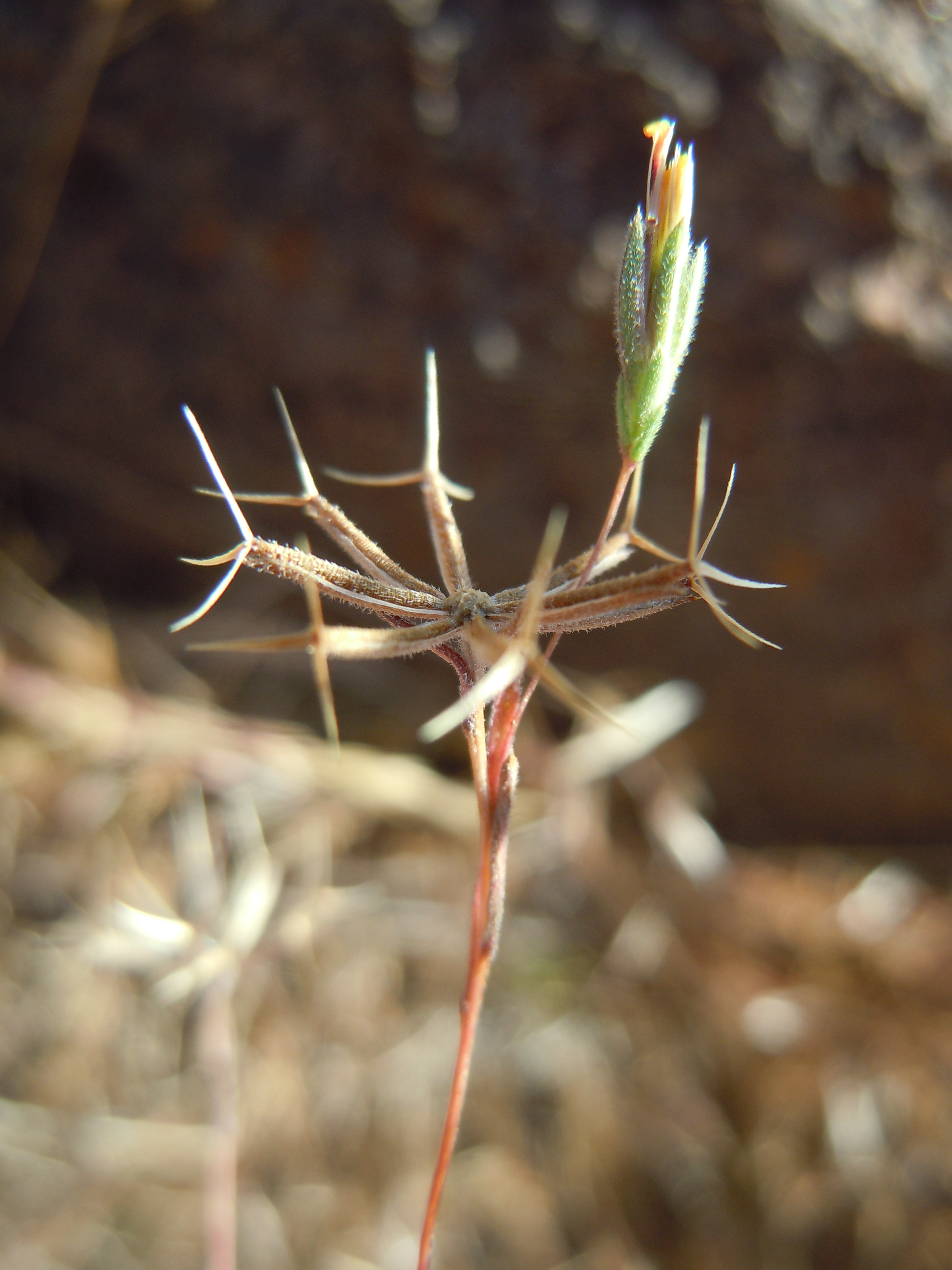
Subtribus Pentachaetinae: Fruchtstand von Rigiopappus leptocladus

- Subtribus Pentachaetinae G.L.Nesom: Sie enthält drei Gattungen mit etwa acht Arten:
  - Pentachaeta Nutt.: Die etwa sechs Arten kommen nur in Kalifornien und Baja California Norte vor.
  - Rigiopappus A.Gray: Sie enthält nur eine Art:
    - Rigiopappus leptocladus A.Gray: Sie ist in den nordwestlichen USA verbreitet.

  - Tracyina S.F.Blake: Sie enthält nur eine Art:
    - Tracyina rostrata S.F.Blake: Sie gedeiht an Grashängen in Höhenlagen von 100 bis etwas mehr als 300 Meter nur in Kalifornien.

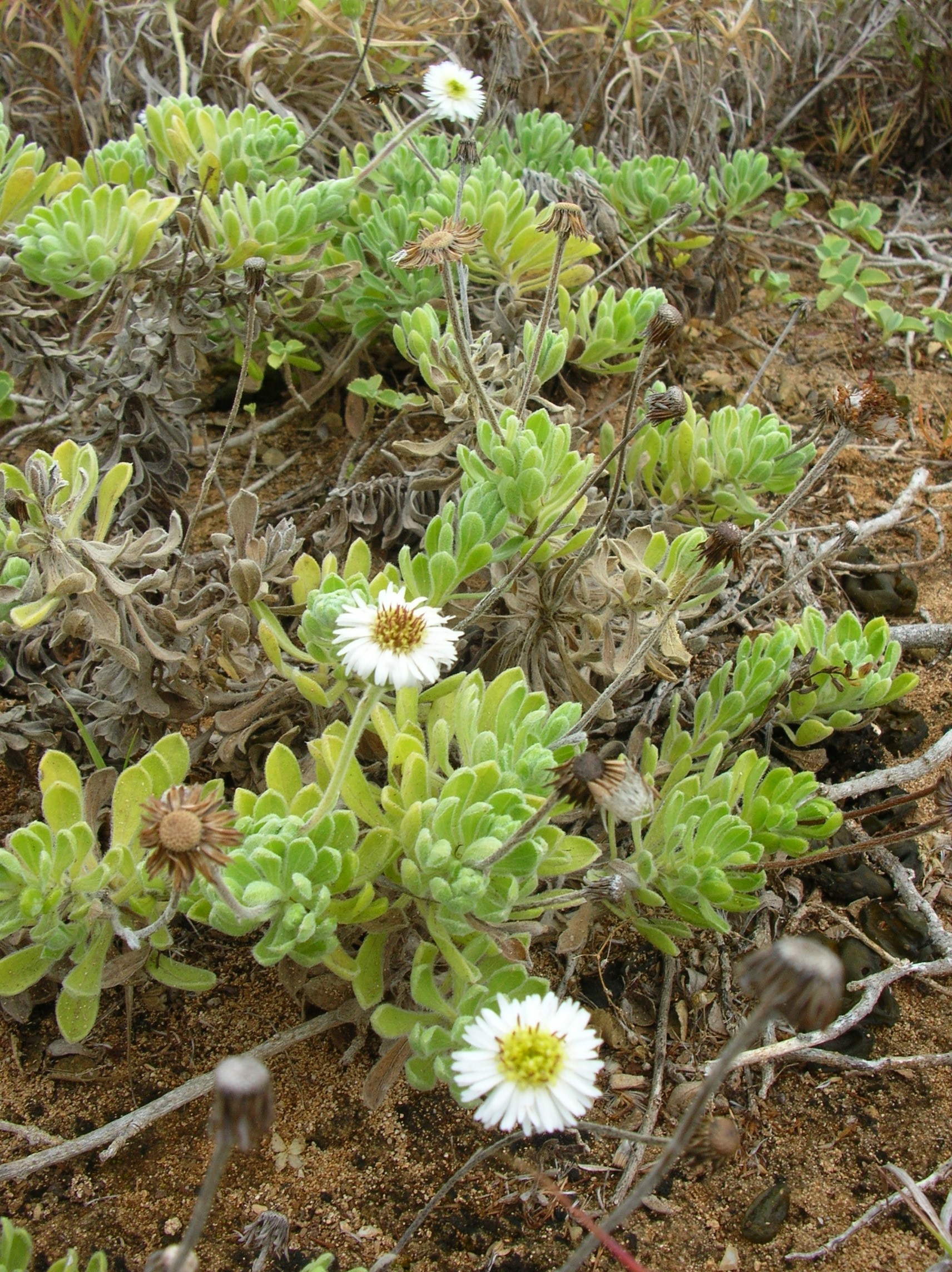
Subtribus Podocominae: Tetramolopium rockii

- Subtribus Podocominae G.L.Nesom: Sie enthält etwa 17 Gattungen:
  - Asteropsis Less.: Sie enthält nur eine Art:
    - Asteropsis macrocephala Less.: Sie ist in Brasilien und Uruguay beheimatet.

  - Camptacra N.T.Burb.: Die etwa zwei Arten sind in Australien verbreitet.
  - Dichromochlamys Dunlop: Sie enthält nur eine Art:
    - Dichromochlamys dentatifolia (F.Muell.) Dunlop: Sie ist im zentralen Australien beheimatet.

  - Dimorphocoma F.Muell. & Tate: Die etwa zwei Arten sind in Australien verbreitet.
  - Elachanthus F.Muell.: Mit zwei Arten im südlichen Australien.
  - Inulopsis (DC.) O.Hoffm. (Syn.: Haplopappus Cass. sect. Inulopsis):  Mit vier Arten im südlichen Brasilien, Paraguay und östlichen Bolivien.
  - Iotasperma G.L.Nesom: Mit zwei Arten in Australien.
  - Isoetopsis Turcz.: Sie enthält nur eine Art:
    - Isoetopsis graminifolia Turcz.: Sie ist in Australien beheimatet.

  - Ixiochlamys F.Muell. & Sond. ex Sond.: Mit vier Arten im westlichen und zentralen Australien.
  - Kippistia F.Muell.: Sie enthält nur eine Art:
    - Kippistia suaedifolia F.Muell.: Sie ist im südlichen Australien beheimatet.

  - Laennecia Cass.: Mit 17 Arten in den südwestlichen USA, Mexiko bis ins andine nördliche Südamerika.
  - Microgynella Grau (Syn.: Microgyne Less., nom. illegit. non Cass.): Sie enthält nur eine Art:
    - Microgynella trifurcata (Less.) Grau: Sie ist im südöstlichen Brasilien, Argentinien und Uruguay beheimatet.

  - Minuria DC.:  Mit etwa zehn Arten in Australien.
  - Peripleura (N.T.Burb.) G.L.Nesom (Syn.: Vittadinia A.Rich. subg. Peripleura N.T.Burb.): Mit etwa neun Arten in Australien.
  - Podocoma Cass. (Syn.: Podopappus Hook. & Arn.): Mit etwa neun Arten im südöstlichen Südamerika.
  - Sommerfeltia Less.: Mit zwei Arten im südlichen Brasilien, Uruguay und Argentinien.
  - Tetramolopium Nees (Syn.: Luteidiscus St.John): Mit etwa 38 Arten in Neuguinea, nordöstlichen Australien und Hawaii.
  - Vittadinia A.Rich.: Die etwa 20 Arten sind in Australien verbreitet.

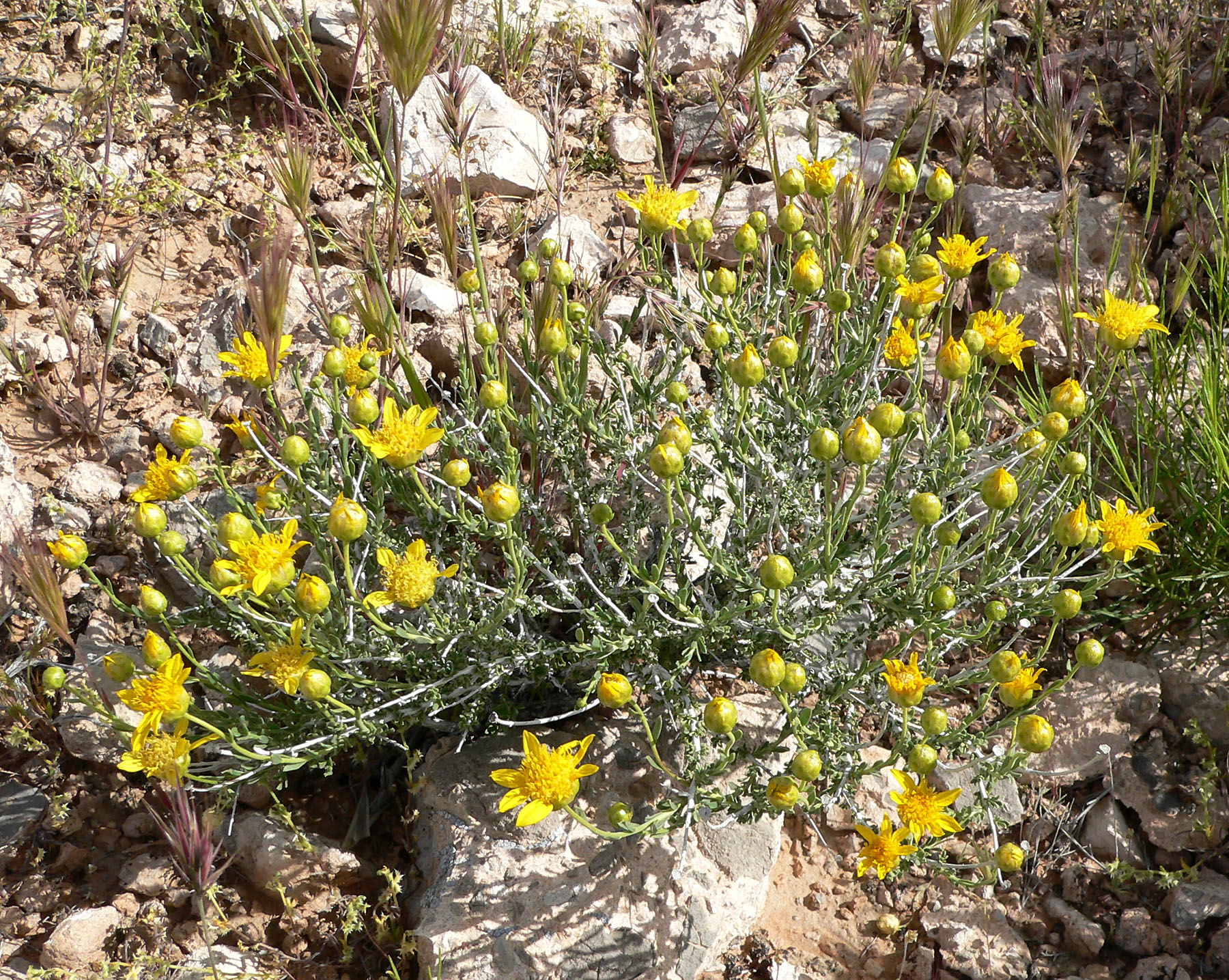
Subtribus Solidagininae: Habitus von Acamptopappus shockleyi mit gelben Zungenblüten

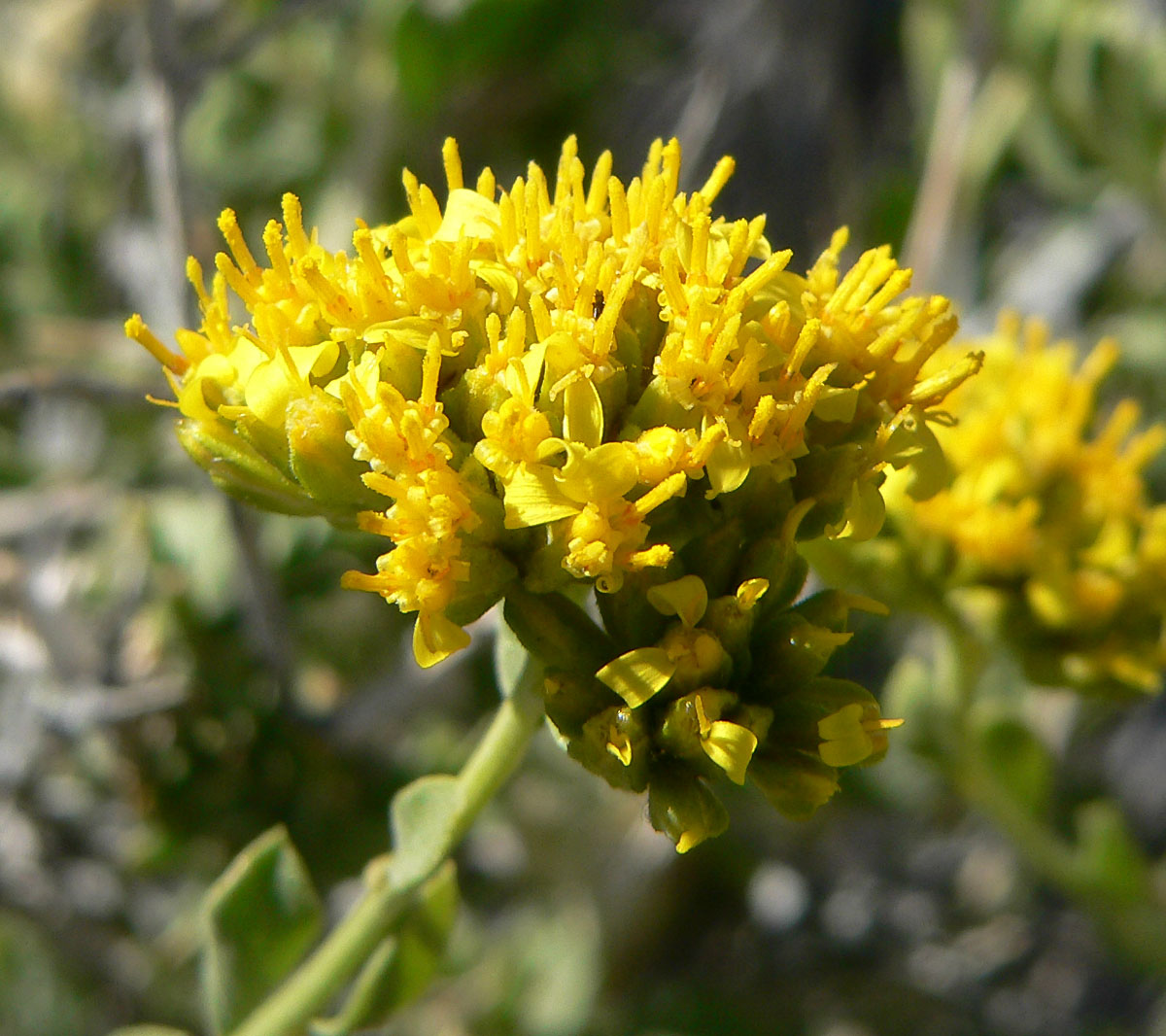
Subtribus Solidagininae: Gesamtblütenstand mit kleinen, wenigblütigen Blütenkörbchen von Amphipappus fremontii var spinosus

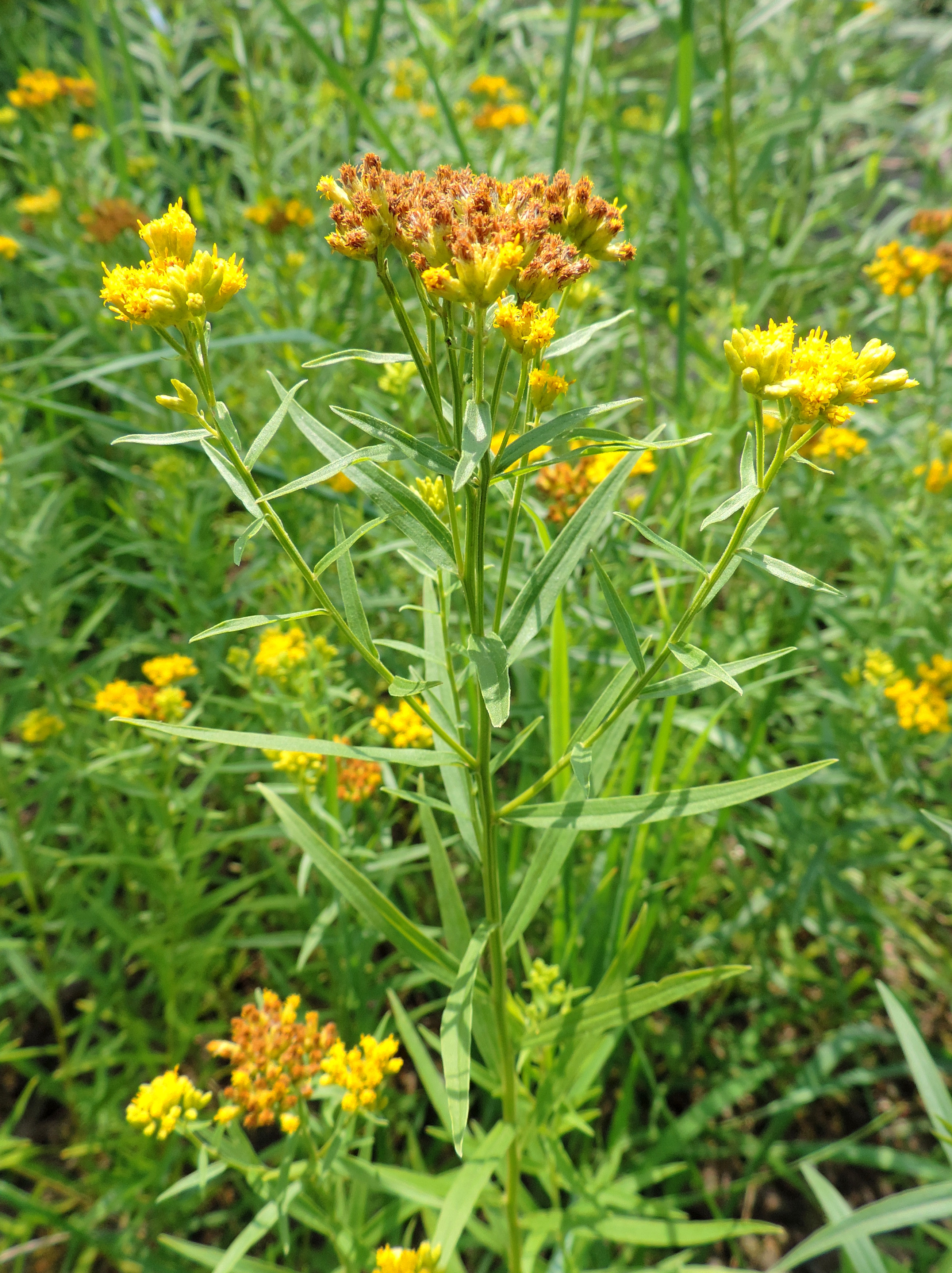
Subtribus Solidagininae: Grasblättrige Goldrute (Euthamia graminifolia)

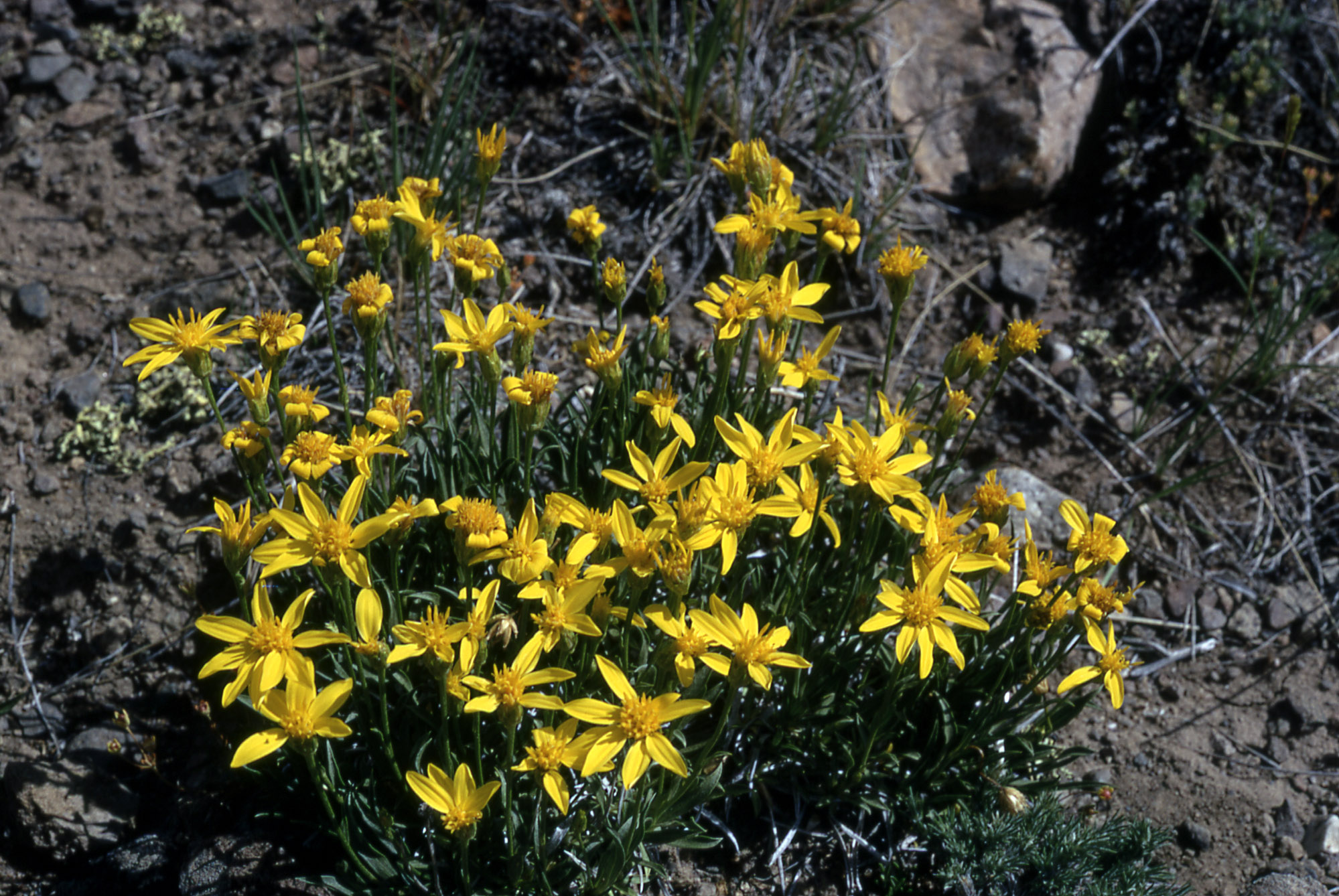
Subtribus Solidagininae: Habitus und Blütenkörbe von Stenotus acaulis mit gelben Zungenblüten

- Subtribus Solidagininae O.Hoffm.: Sie enthält etwa 27 Gattungen:
  - Acamptopappus (A.Gray) A.Gray: Mit zwei Arten in den südwestlichen USA.
  - Amphiachyris (DC.) Nutt. (Syn.: Brachyris Nutt. sect. Amphiachyris DC.): Mit zwei Arten in südlichen zentralen USA.
  - Amphipappus Torr. & A.Gray ex A.Gray: Sie enthält nur eine Art:
    - Amphipappus fremontii Torr. & A.Gray ex A.Gray: Sie ist in den südwestlichen USA beheimatet.

  - Bigelowia DC. (Syn.: Chondrophora Raf.): Mit zwei Arten in südöstlichen USA.
  - Chihuahuana Urbatsch & R.P.Roberts: Sie enthält nur eine Art:
    - Chihuahuana purpusii (Brandegee) Urbatsch & R.P.Roberts: Sie ist im nördlichen Mexiko beheimatet.

  - Chrysoma Nutt.: Sie enthält nur eine Art:
    - Chrysoma pauciflosculosa (Michx.) Greene: Sie ist in den südöstlichen USA beheimatet.

  - Chrysothamnus Nutt. (Syn.: Vanclevea Greene): Die etwa neun Arten sind in den westlichen USA, dem westlichen Kanada und dem nördlichen Mexiko verbreitet.[7]
  - Columbiadoria G.L.Nesom: Sie enthält nur eine Art:
    - Columbiadoria hallii (A.Gray) G.L.Nesom: Sie ist in den nordwestlichen USA beheimatet.

  - Cuniculotinus Urbatsch, R.P.Roberts & Neubig: Sie enthält nur eine Art:
    - Cuniculotinus gramineus (Chrysothamnus gramineus) (H.M.Hall) Urbatsch, R.P.Roberts & Neubig (Syn.: Petradoria discoidea L.C.Anderson): Sie ist in den westlichen USA beheimatet.

  - Eastwoodia Brandegee: Sie enthält nur eine Art:
    - Eastwoodia elegans Brandegee: Sie ist in Kalifornien beheimatet.

  - Euthamia (Nutt.) Cass.: Mit etwa acht Arten, hauptsächlich in den zentralen und südöstlichen USA, eine Art vom südwestlichen Kanada bis Baja California Norte. Darunter:
    - Grasblättrige Goldrute (Euthamia graminifolia (L.) Nutt.)

  - Gundlachia A.Gray (Syn.: Xylothamia G.L.Nesom, Y.B.Suh, D.R.Morgan & B.B.Simpson): Mit sechs Arten in der Karibik, Mexiko und in Texas.
  - Gutierrezia Lag. (Syn.: Greenella A.Gray): Mit etwa 16 Arten, hauptsächlich in Mexiko, außerdem in den südwestlichen USA und im südwestlichen Südamerika.
  - Gymnosperma Less. (Syn.: Selloa Spreng. nom. illegit. non Selloa Kunth): Mit der einzigen Art:
    - Gymnosperma glutinosa (Spreng.) Less.: Sie ist in den südwestlichen USA und südwärts bis Guatemala verbreitet.

  - Hesperodoria Greene: Mit zwei Arten in den USA (Utah, nördliches Arizona).
  - Lorandersonia Urbatsch, R.P.Roberts & Neubig: Mit sieben Arten in den westlichen USA und im nordwestlichen Mexiko.
  - Nestotus R.P.Roberts, Urbatsch & Neubig: Mit zwei Arten in den westlichen USA.
  - Medranoa Urbatsch & R.P.Roberts: Sie enthält nur eine Art:
    - Medranoa parrasana (S.F.Blake) Urbatsch & R.P.Roberts: Sie ist in Mexiko (Coahuila and Zacatecas) beheimatet.

  - Neonesomia Urbatsch & R.P.Roberts: Mit zwei Arten in Mexiko und Texas.
  - Oligoneuron Small (Syn.: Unamia Greene): Die etwa sechs Arten sind im östlichen Nordamerika verbreitet.
  - Oreochrysum Rydb.: Sie enthält nur eine Art:
    - Oreochrysum parryi (A.Gray) Rydb.: Sie ist in den westlichen USA und im nordwestlichen Mexiko verbreitet.

  - Petradoria Greene: Sie enthält nur eine Art:
    - Petradoria pumila (Nutt.) Greene: Sie ist in den südwestlichen USA verbreitet.

  - Sericocarpus Nees (Syn.: Oligactis Raf. nom. illegit. non Oligactis (Kunth) Cass.): Mit fünf Arten in den USA.
  - Goldruten (Solidago L., Syn.: Brachychaeta Torr. & A.Gray, Brintonia Greene): Von den etwa 100 Arten sind die meisten in Nordamerika verbreitet, acht Arten kommen in Mexiko, eine in Südamerika und 10 bis 20 Arten in Eurasien vor.
  - Stenotus Nutt.: Die sechs oder sieben Arten sind in Kanada, den westlichen USA und im nordwestlichen Mexiko verbreitet.
  - Thurovia Rose: Sie enthält nur eine Art:
    - Thurovia triflora Rose: Sie kommt nur im südöstlichen Texas vor.

  - Toiyabea R.P.Roberts, Urbatsch & Neubig: Sie enthält nur eine Art:
    - Toiyabea alpina (Haplopappus alpina) (L.C.Anderson & S.Goodrich) R.P.Roberts, Urbatsch & Neubig: Sie ist in den westlichen USA verbreitet.

  - Xylovirgata Urbatsch & R.P.Roberts: Sie enthält nur eine Art:
    - Xylovirgata pseudobaccharis (S.F.Blake) Urbatsch & R.P.Roberts: Sie kommt nur im mexikanischen Bundesstaat Coahuila vor.

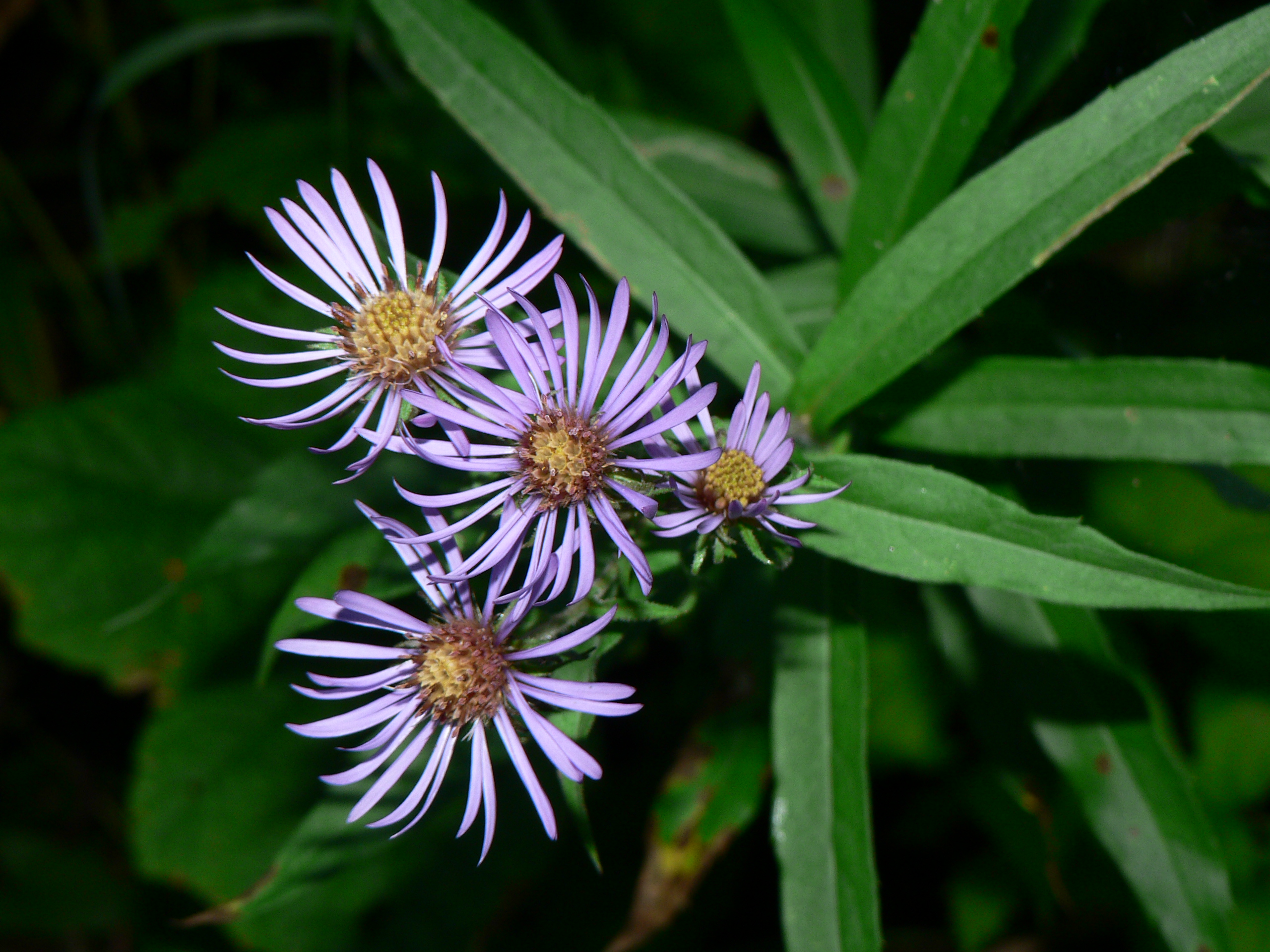
Subtribus Symphyotrichinae: Blütenkörbe von Canadanthus modestus

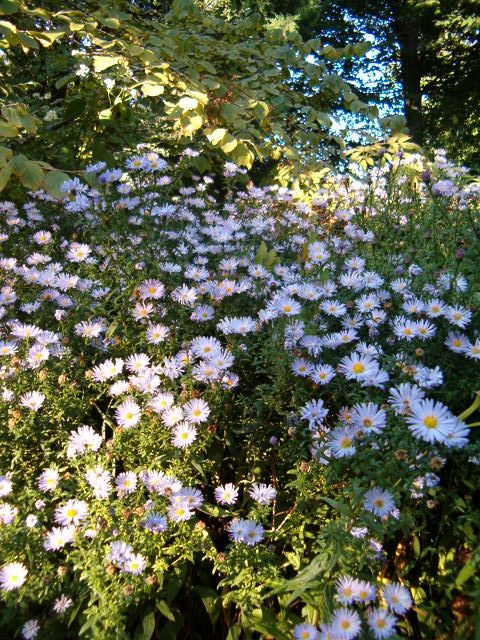
Subtribus Symphyotrichinae: Habitus von Symphyotrichum novi-belgii (L.) G.L.Nesom (Syn.: Aster novi-belgii L.), auch Glattblattaster genannt

- Subtribus Symphyotrichinae  G.L.Nesom: Sie enthält fünf Gattungen mit etwa 100 Arten:
  - Almutaster Å.Löve & D.Löve: Sie enthält nur eine Art:
    - Almutaster pauciflorus (Nutt.) Å.Löwe & D.Löve: Sie ist vom zentralen Kanada bis Mexiko weitverbreitet.

  - Ampelaster G.L.Nesom: Sie enthält nur eine Art:
    - Ampelaster carolinianus (Walter) G.L.Nesom: Sie ist in den östlichen USA in den Küstenebenen beheimatet.

  - Canadanthus G.L.Nesom: Sie enthält nur eine Art:
    - Canadanthus modestus (Lindl.) G.L.Nesom: Sie ist in Nordamerika von Alaska nach Süden bis Montana und Michigan, westlich bis ins südöstliche Kanada (New Brunswick) verbreitet.

  - Doellingeria Nees (Syn.: Aster sect. Doellingeria (Nees) Kitamura, Aster subg. Doellingeria (Nees) A.Gray, Aster sect. Triplopappus (Torrey & A.Gray) A.G.Jones): Die nur drei Arten kommen nur im östlichen Nordamerika vor.
  - Psilactis A.Gray: Die etwa sechs Arten sind hauptsächlich in Texas und Mexiko verbreitet, eine Art kommt in den Anden des nördlichen Südamerikas vor.
  - Symphyotrichum Nees (Syn.: Tripolium Nees sect. Oxytripolium DC., Virgulus Raf., Tripolium Nees subg. Astropolium Nutt., Brachyactis Ledeb., Virgulaster Semple): Es gibt zwei Untergattungen mit etwa 92 Arten. Sie sind hauptsächlich in Nordamerika verbreitet, einige Arten kommen in Mexiko und Südamerika vor. Wenige Arten sind in vielen Gebieten der Welt Neophyten:
    - Raublatt-Aster (Symphyotrichum novae-angliae (L.) G.L.Nesom)
    - Glattblatt-Aster (Symphyotrichum novi-belgii (L.) G.L.Nesom)
    - Lanzettblättrige Aster (Symphyotrichum lanceolatum (Willd.) G.L.Nesom)
    - Myrten-Aster (Symphyotrichum ericoides (L.) G.L.Nesom)

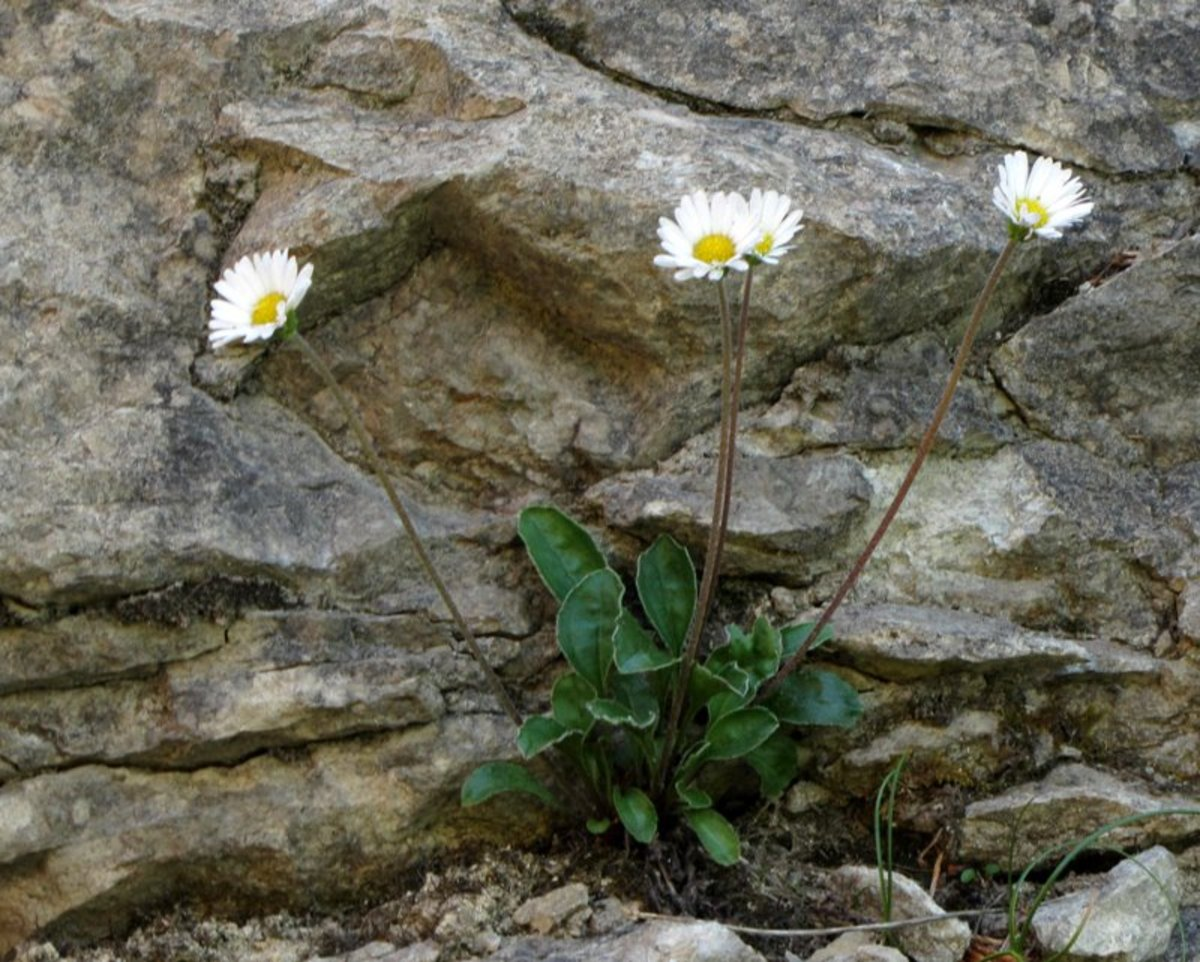
Alpenmaßliebchen (Bellidiastrum michelii)

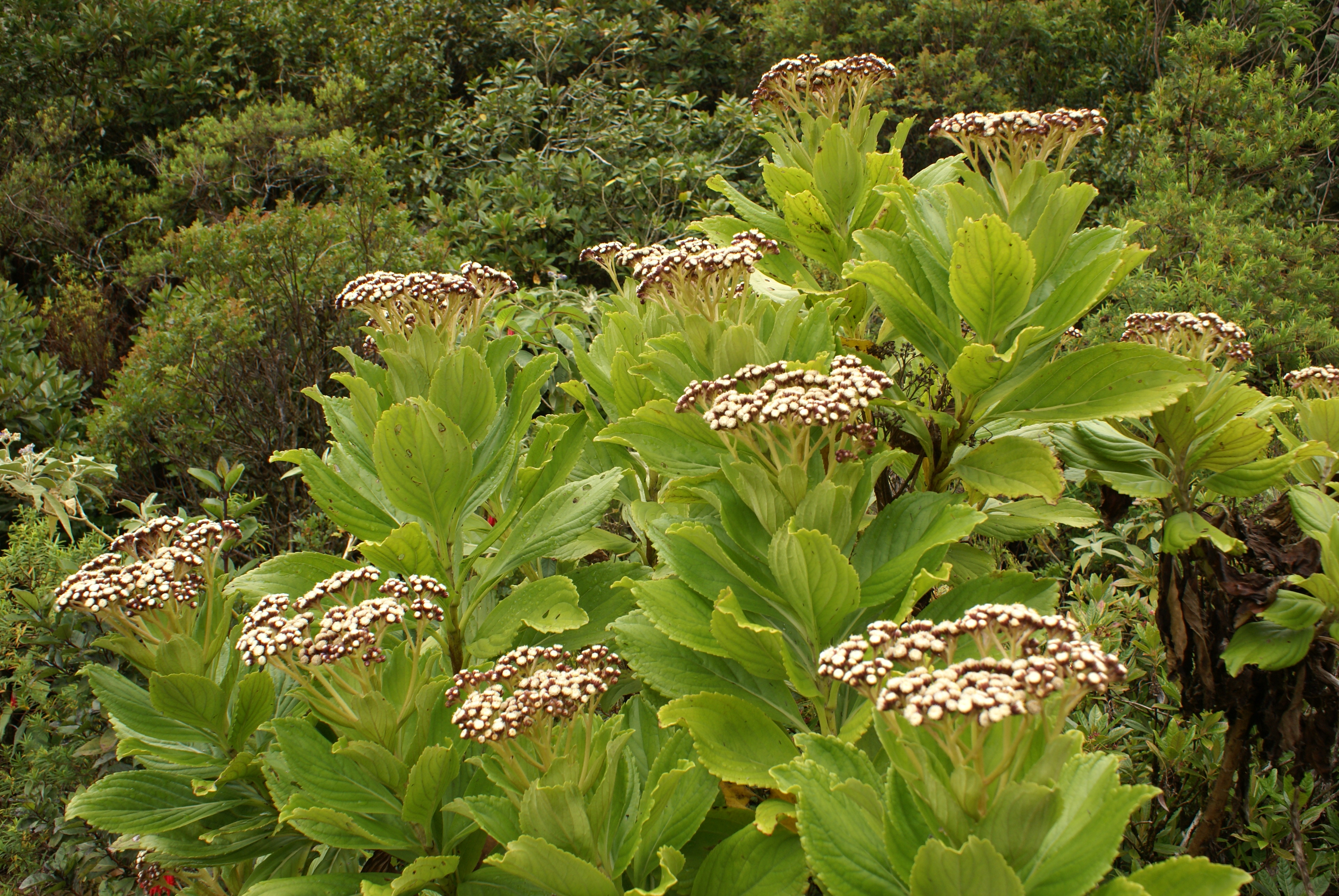
Habitus, Laubblätter und Gesamtblütenstände mit vielen Blütenkörben von Psiadia boivinii

- Nicht in einer Subtribus eingeordnet sind:
  - Bellidiastrum Scop.: Sie enthält nur eine Art:
    - Alpenmaßliebchen (Bellidiastrum michelii Cass.)

  - Commidendron DC.: Die nur vier Arten kommen nur auf St. Helena vor.
  - Ericameria Nutt.: Mit etwa 31 Arten in den westlichen USA und im nordwestlichen Mexiko.
  - Eucephalus Nutt.: Mit elf Arten in den nordwestlichen USA (inklusive Kalifornien) und im westlichen Kanada.
  - Eurybia (Cass.) S.F.Gray: Mit etwa 28 Arten in Nordamerika und im nordöstlichen Asien.
  - Heteroplexis C.C.Chang: Die nur drei Arten sind in China verbreitet.
  - Ionactis Greene: Mit fünf Arten in den USA (davon vier im westlichen und eine im östlichen Teil).
  - Melanodendron DC.: Sie enthält nur eine Art:
    - Melanodendron integrifolium DC.: Sie kommt auf St. Helena vor.

  - Microglossa DC.: Die etwa 19 Arten sind in Afrika, Madagaskar und im tropischen Asien verbreitet.
  - Nannoglottis Maxim.: Die etwa neun Arten sind im südlichen bis zentralen China verbreitet.
  - Oclemena Greene: Die nur drei Arten sind im östlichen Nordamerika verbreitet.
  - Oreostemma Greene: Die nur drei Arten sind im westlichen Nordamerika verbreitet.
  - Psiadia Jacq.: Die etwa 60 Arten sind im tropischen Afrika, Madagaskar und auf den Maskarenen verbreitet.
  - Psiadiella Humbert: Sie enthält nur eine Art:
    - Psiadiella humilis Humbert: Sie kommt auf Madagaskar vor.

  - Sarcanthemum Cass.: Sie enthält nur eine Art:
    - Sarcanthemum coronopus Cass.: Sie kommt auf der Insel Rodrigues vor.

  - Tonestus A.Nelson: Mit etwa acht Arten in den westlichen USA und im südwestlichen Kanada.
  - Triniteurybia Brouillet, Urbatsch & R.P.Roberts: Steht basal zu den Machaerantherinae: Mit der einzigen Art:
    - Triniteurybia aberrans (A.Nelson) Brouillet: Sie ist in den westlichen USA beheimatet.

  - Vernoniopsis Humbert: Sie enthält nur eine Art:
    - Vernoniopsis caudata (Drake) Humbert: Sie kommt auf Madagaskar vor.